# Capitoli di Detective Conan

Copertina del volume 14 dell'edizione italiana Star Comics

Questa è la lista dei capitoli di Detective Conan, manga giallo realizzato da Gōshō Aoyama. L'opera ha debuttato il 19 gennaio 1994 sul numero 5 della rivista Weekly Shōnen Sunday, ed è tuttora in corso di produzione, pubblicata a cadenza settimanale. I singoli capitoli sono raccolti periodicamente in volumi tankōbon, la cui pubblicazione è iniziata il 19 giugno 1994. Ogni capitolo viene identificato dalla scritta "File" prima del numero.
Negli anni si sono succedute tre edizioni italiane del manga, di cui le prime due sono state interrotte, mentre solo quella curata da Star Comics è ancora in corso di pubblicazione:
- Comic Art ha pubblicato il manga da agosto 1998 a novembre 2000, in volumi non corrispondenti a quelli giapponesi: i 22 volumi italiani pubblicati corrispondono, infatti, a circa i primi 15 volumi giapponesi, con il volume 15 tradotto soltanto fino al suo settimo capitolo, a causa del fallimento della casa editrice. I numeri di Comic Art erano pubblicati mensilmente, tranne alcuni pubblicati bimestralmente. Alcuni volumi offrivano anche dei contenuti extra, ad esempio descrizioni di famosi autori di gialli, di solito non provenienti dall'edizione giapponese.
- Kabuki Publishing ha invece pubblicato un solo volume, corrispondente al primo tankōbon giapponese, nel gennaio del 2003.
- Star Comics sta pubblicando il manga dal 2 febbraio 2005, con volumi corrispondenti a quelli giapponesi. La periodicità è stata: mensile dal volume 1 al volume 60, bimestrale dal volume 61 al volume 72, quadrimestrale dal volume 73 al volume 94, aperiodica dal volume 95. Ad aprile 2021 Star Comics ha annunciato una nuova edizione del manga che ha iniziato la pubblicazione nel settembre del 2021.[3]

## Volumi 1-10
NotaL'ordine dei titoli italiani dei capitoli è questo: Titolo Star Comics/Titolo Comic Art/Titolo Kabuki Publishing (Kabuki Publishing è presente solo per il primo volume). Accanto ai titoli dell'edizione Comic Art è indicato il numero del volume nel quale si trova il capitolo.
| 1  | 19 giugno 1994 | ISBN 4-09-123371-6 | agosto/settembre 1998 (CA) gennaio 2003 (KP) 2 febbraio 2005 (SC) | ISBN 978-88-6420-025-5 |
| 1  | Capitoli - File 001. Lo Sherlock Holmes del terzo millennio/L'Holmes del terzo millennio (vol. 1)/L'Holmes del terzo millennio (平成のホームズ?, Heisei no Hōmuzu) - File 002. Il mini-detective/Il detective diventato piccolo piccolo (vol. 1)/Il detective si è rimpicciolito (小さくなった名探偵?, Chiisakunatta meitantei) - File 003. La solitudine del grande detective/Un detective che ha sbagliato compagnie (vol. 1)/Il geniale detective viene messo in disparte (仲間はずれの名探偵?, Nakama wa zure no meitantei) - File 004. La sesta ciminiera/La sesta ciminiera (vol. 1)/La sesta ciminiera (６本目の煙突?, Rokubonme no entotsu) - File 005. L'altro colpevole/Un'altra colpevole (vol. 1)/Un altro colpevole (もう一人の犯人?, Mō hitori no hannin) - File 006. Un nuovo super detective/Da "insulso detective" a "valente detective" (vol. 1)/Da ottuso detective a geniale detective (迷探偵を名探偵に?, Meitantei o meitantei ni) - File 007. La Star insanguinata/Sangue sulla cantante (vol. 2)/La cantante insanguinata (血ぬられたアイドル?, Chinurareta aidoru) - File 008. Una persona che le somiglia/Una persona che ti somiglia (vol. 2)/Una persona che ti somiglia (あなたに似た人?, Anata ni nita hito) - File 009. Un tragico malinteso/Un tragico errore di persona (vol. 2)/Uno sfortunato equivoco (不幸な誤解?, Fukō na gokai) |                    |                                                                   |                        |
| 1  | Trama Shinichi Kudo è un liceale di sedici anni il quale, nonostante la giovane età, è un abilissimo investigatore che collabora spesso con la polizia risolvendo casi molto intricati. Grande fan di Sherlock Holmes, sogna di emularne le imprese e di diventare "lo Sherlock Holmes del terzo millennio". Un giorno, recatosi con l'amica d'infanzia Ran Mori a un parco di divertimenti, assiste a un sanguinoso caso di omicidio sulle montagne russe, riuscendo alla fine a risolverlo e a scovare il colpevole. Prima di tornare a casa assiste a uno scambio d'affari sospetto tra due uomini vestiti completamente di nero, membri di una misteriosa organizzazione criminale. Shinichi viene però scoperto e catturato: essendo un testimone scomodo, i due uomini decidono di ucciderlo somministrandogli un veleno sperimentale chiamato Apotoxin-4869, che provoca nelle cellule un processo di Apoptosi cellulare. Questa sostanza è ancora in fase sperimentale e non è mai stata testata ma, data la situazione, gli uomini in nero decidono di usarla comunque, sperando che porti il detective alla morte. Tuttavia, invece di ucciderlo, il veleno ringiovanisce Shinichi di dieci anni, senza intaccare le cellule del cervello. Shinichi viene ritrovato da alcuni poliziotti che, non credendo a ciò che racconta, decidono di portarlo in un'infermeria. Shinichi fugge e arriva davanti a casa sua, dove incontra il suo vicino di casa, il dottor Hiroshi Agasa e, seguendone il consiglio, nasconde la sua identità per evitare che gli uomini in nero scoprano che è ancora in vita. Shinichi riesce a rientrare a casa sua, ma Ran si presenta nell'abitazione per chiedere notizie dell'amico che si è allontanato dal luogo del loro appuntamento senza dare spiegazioni. Agasa obbliga Shinichi a non riferire nulla di ciò che è successo, ma di approfittare della situazione e andare a vivere a casa dell'amica. Il padre di Ran, Kogoro Mori, è un detective e Shinichi potrebbe sfruttare la sua attività per restare sempre informato e aumentare le probabilità di trovare gli uomini che lo hanno fatto tornare bambino. |                    |                                                                   |                        |
| 2  | 18 luglio 1994 | ISBN 4-09-123372-4 | settembre/ottobre 1998 (CA) 2 marzo 2005 (SC)                     | ISBN 978-88-6420-026-2 |
| 2  | Capitoli - File 010. Un pedinamento redditizio/Un pedinamento proficuo (vol. 2) (割のいい尾行?, Wari no ii bikō) - File 011. L'alibi perfetto/Un alibi inattaccabile (vol. 2) (完璧なアリバイ?, Kanpeki na aribai) - File 012. Le foto parlano/Le foto parlano chiaro (vol. 2) (写真は語る?, Shashin wa kataru) - File 013. L'uomo scomparso/L'uomo scomparso (vol. 2) (行方不明の男?, Yukue fumei no otoko) - File 014. Una povera ragazza/Una povera ragazza (vol. 3) (かわいそうな少女?, Kawai sōna shōjo) - File 015. Caccia all'omone/Inseguite l'uomo grosso (vol. 3) (大男を追え!?, Ōotoko o oe!) - File 016. Una donna diabolica/Una donna diabolica (vol. 3) (悪魔のような女?, Akuma no yōna onna) - File 017. La casa del terrore/La villa del terrore (vol. 3) (恐怖の館?, Kyōfu no yakata) - File 018. I bambini scomparsi/I bambini scomparsi (vol. 3) (消える子供たち?, Kieru kodomo-tachi) - File 019. L'incubo nel sotterraneo/L'incubo del sotterraneo (vol. 3) (地下室の悪夢?, Chikashitsu no akumu) |                    |                                                                   |                        |
| 2  | Trama La prima occasione di Conan per entrare in contatto con gli uomini in nero arriva quando conosce per caso Masami Hirota, che in realtà si chiama Akemi Miyano ed è un membro dell'organizzazione. Conan capisce che Akemi vuole lasciare gli uomini in nero, ma essi riescono a eliminarla prima che Conan riesca a intervenire. |                    |                                                                   |                        |
| 3  | 18 ottobre 1994 | ISBN 4-09-123373-2 | ottobre/novembre/dicembre 1998 (CA) 4 aprile 2005 (SC)            | ISBN 978-88-6420-028-6 |
| 3  | Capitoli - File 020. La famiglia Hatamoto/La famiglia Hatamoto (vol. 3) (旗本家の一族?, Hatamoto ke no ichizoku) - File 021. Il segreto della stanza chiusa/Il mistero della cabina (vol. 4) (密室の秘密?, Misshitsu no himitsu) - File 022. Il testamento/A chi va l'eredità? (vol. 4) (遺産の行方?, Isan no yukue) - File 023. Lo sterminio della famiglia/Lo sterminio della famiglia (vol. 4) (一族抹殺?, Ichizoku massatsu) - File 024. Il meccanismo del buio/Il trucco dell'oscurità (vol. 4) (暗闇の仕掛人?, Kurayami no shikenin) - File 025. Il sogno irrealizzabile/Un sogno impossibile (vol. 4) (かなわぬ夢?, Kanawanu yumi) - File 026. Strani regali/Strani regali (vol. 4) (奇妙な贈り物?, Kimyō na okurimono) - File 027. La stessa persona/La stessa persona (vol. 4) (同一人物?, Dō hitsujin butsu) - File 028. Il mistero del 3 agosto/Il mistero del 3 agosto (vol. 5) (8月3日の謎?, Hachi-gatsu san-ka no nazo) - File 029. Salvo per un pelo/Salvo per un pelo (vol. 5) (眼前セーフ?, Ganzen safe (sēfu)) |                    |                                                                   |                        |
| 3  | Trama Conan, Ran e Kogoro si imbarcano a causa di un disguido sulla nave della famiglia Hatamoto e assistono a un omicidio. Grazie al suo intuito Conan riesce a risolvere il caso e il colpevole viene arrestato. |                    |                                                                   |                        |
| 4  | 18 febbraio 1995 | ISBN 4-09-123374-0 | dicembre 1998/febbraio 1999 (CA) 4 maggio 2005 (SC)               | ISBN 978-88-6420-341-6 |
| 4  | Capitoli - File 030. Il cavaliere in armatura/Il cavaliere in armatura (vol. 5) (甲冑の騎士?, Kachū no ishi) - File 031. Il messaggio del morto/Il messaggio lasciato in punto di morte (vol. 5) (ダイイングメッセージ?, Dieing message (daiingu messēji)) - File 032. La penna che non scrive/Una penna che non scrive (vol. 5) (書けないペン?, Kakenai pen) - File 033. I due incontrati per caso/Imbattersi per caso in quei due (vol. 5) (はちあわせた二人組?, Hachiawaseta futari gumi) - File 034. I quattro della prima classe/I quattro dei vagoni di prima classe (vol. 5) (グリーン車の四人?, Gurīnsha no yonin) - File 035. Gli ultimi dieci secondi di terrore/Il panico degli ultimi dieci secondi (vol. 6) (ラスト10秒の恐怖?, Last (rasuto) jū-byō no kyōfu) - File 036. Il codice cifrato/Il messaggio in codice è il nostro!!! (vol. 6) (暗号表入手?, Angōhyōnyūshu) - File 037. L'abc del codice/Primi passi per svelare il codice segreto (vol. 6) (暗号解読のABC?, Angōkaidoku no ē-bī-shī) - File 038. Una soluzione e un'altra ancora/Una prima ed una seconda soluzione (vol. 6) (答ともうひとつの答?, Kotae to mō hitotsu no kotae) - File 039. Il pesce luminoso/La realtà del pesce luminoso (vol. 6) (光る魚の正体?, Hikaru sakana no shōtai) |                    |                                                                   |                        |
| 4  | Trama Conan riesce a evitare un attentato programmato sul treno Shinkansen per Kyoto dai due componenti dell'organizzazione e, allo stesso tempo, riesce a scoprire i loro nomi in codice: l'uomo biondo è chiamato Gin, mentre il suo compagno Vodka. |                    |                                                                   |                        |
| 5  | 18 aprile 1995 | ISBN 4-09-123375-9 | febbraio/aprile/giugno 1999 (CA) 3 giugno 2005 (SC)               | ISBN 978-88-6420-342-3 |
| 5  | Capitoli - File 040. L'uomo bendato/Un'inquietante presenza... L'uomo bendato (vol. 6) (怪人...包帯の男?, Kaijin...hōtai no otoko) - File 041. La prima vittima/La prima vittima! (vol. 7) (第一の犠牲者!?, Daiichi no giseisha!) - File 042. Ran in pericolo/Ran è in pericolo! (vol. 7) (蘭ピンチ!?, Ran pinchi!) - File 043. Attacco nelle tenebre/Assalto nell'oscurità (vol. 7) (暗闇の襲撃!?, Kurayami no shūgeki!) - File 044. L'identità del mostro omicida/L'identità del folle assassino! (vol. 7) (殺人鬼の正体!?, Satsujinki no shōtai!) - File 045. Omicidio al Karaoke/Morte al karaoke! (vol. 7) (カラオケ殺人!?, Karaoke satsujin!) - File 046. Omicidio o suicidio?/Omicidio o suicidio? (vol. 7) (自殺か他殺か??, Jisatsu ka tasatsu ga?) - File 047. Il mistero della canzone/Il segreto nascosto nella canzone (vol. 7) (歌に秘められた謎?, Uta ni himerareta nazo) - File 048. Vicini ma lontani/Incrociarsi senza incontrarsi (vol. 8) (すれちがい...?, Surechigai...) - File 049. La visita/Una visitatrice mai vista prima (vol. 8) (見知らぬ来訪者?, Mishiranu raihōsha) - File 050. La fuga e l'inseguimento/Fuga ed inseguimento (vol. 8) (脱出そしこ追跡?, Dasshutsu soshiko tsuiseki) |                    |                                                                   |                        |
| 5  | Trama Nella casa di montagna di Sonoko Suzuki, un'amica di Ran, viene commesso un atroce omicidio da parte di un misterioso uomo bendato. In seguito costui tenta a più riprese di uccidere Ran, che si salva grazie a Conan. Il ragazzino alla fine riesce a risolvere brillantemente il caso. Un giorno a casa di Kogoro si presenta una donna che dice di essere la madre di Conan. Il giovane sa che non è vero ma, per non mettere in pericolo Ran, fa finta di niente e la segue. Una volta in macchina la donna fa capire a Conan di fare parte dell'organizzazione e di sapere che lui in realtà è Shinichi Kudo. Dapprima Conan riesce a scappare ma, una volta arrivato all'abitazione di Agasa per chiedergli aiuto, viene riacciuffato e addormentato dalla donna. Conan si risveglia in un luogo sconosciuto e nota che la donna è accompagnata da un misterioso uomo mascherato. Dopo avere sentito che lo vogliono uccidere il ragazzo decide di nascondersi per fare credere ai due di essere scappato. I rapitori, convinti della fuga del ragazzo, si recano a un appuntamento con una persona per appurare il reale effetto del farmaco dell'organizzazione. Conan inizia a cercare tracce per scoprire il luogo dell'appuntamento in modo da riuscire a recuperare il farmaco che l'ha fatto tornare bambino. |                    |                                                                   |                        |
| 6  | 18 luglio 1995 | ISBN 4-09-123376-7 | giugno/agosto 1999 (CA) 4 luglio 2005 (SC)                        | ISBN 978-88-6420-343-0 |
| 6  | Capitoli - File 051. La verità dietro la maschera/La verità sotto la maschera (vol. 8) (仮面の下の施術?, Kamen no shita no shinjitsu) - File 052. I tre visitatori/Ma chi sono i tre visitatori? (vol. 8) (三人の訪問客??, Sannin no hōmonkyaku?) - File 053. I tre alibi/Gli alibi dei tre sospetti (vol. 8) (三人のアリバイ?, Sannin no aribai) - File 054. Il mistero della segreteria telefonica/Il mistero della segreteria telefonica (vol. 9) (留守番電話のなぞ?, Rusuban denwa no nazo) - File 055. Il messaggio della cassettiera/Il messaggio della cassettiera (vol. 9) (タンスの言葉?, Tansu no kotoba) - File 056. Eccoli! I giovani detective/La formazione del gruppo "Giovani detective" (vol. 9) (結成!少年探偵団?, Kessei! Shōnen Tanteidan) - File 057. Due strani fratelli/Il mistero dei due fratelli (vol. 9) (なぞの兄弟?, Nazo no kyōdai) - File 058. Il mistero del cadavere scomparso/Il mistero del cadavere che si muove (vol. 9) (動く死体の謎?, Ugoku shitai no nazo) - File 059. Una sera di festa/La sera della festa (vol. 9) (祭りの夜?, Matsuri no yoru) - File 060. Un alibi perfetto?!/Un alibi davvero perfetto?! (vol. 9) (アリバイは完璧!??, Aribai wa kanpeki!?) |                    |                                                                   |                        |
| 6  | Trama Conan, giunto nella stanza d'albergo dove deve avvenire l'incontro, scopre che è stata tutta una messinscena creata dai suoi genitori, Yusaku e Yukiko Kudo, che volevano fargli capire che non avrebbe potuto affrontare l'organizzazione da solo. I due cercano anche di convincerlo a trasferirsi all'estero insieme a loro, ma Shinichi rifiuta. |                    |                                                                   |                        |
| 7  | 18 novembre 1995 | ISBN 4-09-123377-5 | settembre/ottobre 1999 (CA) 2 agosto 2005 (SC)                    | ISBN 978-88-6420-392-8 |
| 7  | Capitoli - File 061. La trappola della foto/Il tranello della foto (vol. 10) (写真のワナ?, Shashin no wana) - File 062. L'invito all'isola di Tsukikage/Invito all'isola Tsukikage (vol. 10) (月影島への招待状?, Tsukikagejima e no shōtaijō) - File 063. La maledizione del pianoforte/La maledizione del piano (vol. 10) (ピアノの呪い?, Piano no noroi) - File 064. Lo spartito/Lo spartito lasciato (vol. 10) (残された楽譜?, Nokosareta gakufu) - File 065. Il segreto del fuoco/Il segreto dell'incendio (vol. 10) (業火の秘密?, Gōka no himitsu) - File 066. Il tasto insanguinato/Un pulsante sporco di sangue (vol. 10) (血染めのボタン?, Chizome no botan) - File 067. Il segreto del nome/Il segreto del nome!! (vol. 10) (名前の秘密!!?, Namae no himitsu!!) - File 068. La ragazza di Shinichi/La fidanzata di Shinichi (vol. 11) (新一の恋人!!?, Shinichi no koibito!!) - File 069. Ran detective?!/Ran detective (vol. 11) (名探偵蘭!??, Meitantei Ran!?) - File 070. Novantesimo minuto, tempo limite per una vita?/La fine del tempo di vita (vol. 11) (命のタイムリミット?, Inochi no time limit (taimu rimitto)) |                    |                                                                   |                        |
| 8  | 9 dicembre 1995 | ISBN 4-09-123378-3 | ottobre/dicembre 1999 (CA) 2 settembre 2005 (SC)                  | ISBN 978-88-6420-393-5 |
| 8  | Capitoli - File 071. Finalmente trovato!/Finalmente ti ho trovato (vol. 11) (ついに見つけた!!?, Tsui ni mitsuketa!!) - File 072. Il barone della notte/Night Baron (vol. 11) (ナイトバロン?, Night Baron (Naito Baron)) - File 073. Il virus del terrore/Un terribile virus (vol. 11) (恐怖のウイルス?, Kyōfu no uirusu) - File 074. Sotto la maschera/Sotto la maschera (vol. 11) (仮面の下?, Kamen no shita) - File 075. Le lacrime di Ran/Le lacrime di Ran (vol. 12) (蘭の涙?, Ran no namida) - File 076. Scherzi del vento?!/Uno scherzo del vento (vol. 12) (風のいたずら!??, Kaze no itazura!?) - File 077. Il segreto del punto di caduta/Il segreto del punto di caduta (vol. 12) (落下地点の秘密?, Rakka chiten no himitsu) - File 078. La tragedia della sposa/Il dramma della sposa (vol. 12) (花嫁の悲劇?, Hanayome no higeki) - File 079. Il tè proibito/Un tè da non bere (vol. 12) (禁断のレモン?, Kindan no remon) - File 080. Una ragione per uccidere/Il movente per uccidere (vol. 12) (殺しの理由?, Koroshi no riyū) |                    |                                                                   |                        |
| 9  | 18 gennaio 1996 | ISBN 4-09-123379-1 | gennaio/febbraio 2000 (CA) 4 ottobre 2005 (SC)                    | ISBN 978-88-6420-394-2 |
| 9  | Capitoli - File 081. Un nascondino pericoloso/Un nascondino molto pericoloso (vol. 13) (危ないかくれんぼ?, Abunai kakurenbo) - File 082. Seguite la voce!/Seguiamo la voce!! (vol. 13) (声を追え!!?, Koe o oe!!) - File 083. Cosa?! Davvero?!/Ehh! Davvero!? (vol. 13) (えっ! 本当!??, E! Hontō!?) - File 084. I vecchi compagni di Kogoro/La riunione degli ex compagni di Kogoroh (vol. 13) (小五郎の同窓会?, Kogorō no dōsōkai) - File 085. Uno spunto inaspettato/Un suggerimento impensato (vol. 13) (意外なヒント?, Igai na hinto) - File 086. Benkei si erge in tutta la sua grandezza/La morte in piedi di Benkei (vol. 13) (弁慶の仁王立ち?, Benkei no niōdachi) - File 087. La scelta dello sposo/La scelta dello sposo (vol. 13) (花婿選び?, Hanamuko erabi) - File 088. Una minaccia nell'ombra/Un'ombra arriva di soppiatto (vol. 14) (忍び寄る影?, Shinobi yoru kage) - File 089. Un altro cadavere/Un altro cadavere... (vol. 14) (死体がもうひとつ...?, Shitai ga mō hitotsu...) - File 090. Omicidio indiscriminato/Omicidi indiscriminati? (vol. 14) (無差別殺人!??, Musabetsusatsujin!?) |                    |                                                                   |                        |
| 10 | 18 aprile 1996 | ISBN 4-09-123380-5 | febbraio/marzo 2000 (CA) 3 novembre 2005 (SC)                     | ISBN 978-88-6420-395-9 |
| 10 | Capitoli - File 091. Il trucco dell'acqua e del tempo/Il trucco temporale dell'acqua (vol. 14) (水の時間差トリック?, Mizu no jikansa torikku) - File 092. Il grande detective dell'ovest/Il valente detective dell'Ovest (vol. 14) (西の名探偵?, Nishi no meitantei) - File 093. Indagine incrociata/Doppia deduzione (vol. 14) (二人（ダブル）の推理?, Daburu no suiri) - File 094. Il grande detective dell'est...?!/Il valente detective dell'Est...!? (vol. 14) (東の名探偵...!??, Higashi no meitantei...!?) - File 095. Eccolo, il grande detective dell'est!/L'arrivo del valente detective dell'Est!? (vol. 15) (東の名探偵現る?, Higashi no meitantei arawaru!?) - File 096. Il fuoco dentro/Un corpo che avvampa (vol. 15) (熱いからだ?, Atsui karada) - File 097. L'assassino nell'ombra/L'avvicinarsi del folle assassinio (vol. 15) (忍び寄る殺人鬼?, Shinobi yoru satsujinki) - File 098. Un ospite in più sull'ascensore/Un passeggero in più (vol. 15) (もう一人の乗客?, Mō hitori no jōkyaku) - File 099. Tragedia nella bufera/La tragedia scaturita nella bufera (vol. 15) (吹雪が呼んだ惨劇?, Fubuki ga yonda sangeki) - File 100. Le ultime parole/Un ultimo messaggio (vol. 15) (最後の言葉?, Saigo no kotoba) |                    |                                                                   |                        |
| 10 | Trama Un detective liceale proveniente da Osaka, Heiji Hattori, decide di recarsi a Tokyo per sfidare Shinichi. In questa occasione Conan, bevendo un liquore cinese chiamato Paikal, riesce a ritrasformarsi in Shinichi. Gli effetti della bevanda sono temporanei e non replicabili in quanto il corpo del ragazzo ha sviluppato degli anticorpi contro questa sostanza. |                    |                                                                   |                        |

## Volumi 11-20
NotaL'ordine dei titoli italiani dei capitoli è Titolo Star Comics/Titolo Comic Art fino al file 147 (accanto ai titoli dell'edizione Comic Art è indicato il numero del volume nel quale si trova il capitolo). Dal file 148, tutti i titoli italiani si intendono dell'edizione Star Comics.

## Volumi 31-40
| 31 | 17 marzo 2001 | ISBN 4-09-126161-2 | 2 agosto 2007    | ISBN 978-88-6420-927-2 |
| 31 | Capitoli - File 307. Significati nascosti (隠れた言葉?, Kakureta kotoba) - File 308. L'impostore (偽物登場?, Nisemono tōjō) - File 309. La verità sull'impostore (偽物の真実?, Nisemono no shinjitsu) - File 310. Ingarbugliare il tempo (偽りの時?, Itsuwari no toki) - File 311. Effetti del caldo (暖かき海?, Atatakaki umi) - File 312. Nella rete... (網にかかるは…?, Ami ni kakaru wa..) - File 313. Una decisione coraggiosa (勇気ある決断?, Yūki aru ketsudan) - File 314. Gli spadaccini di Naniwa (浪花の剣士?, Naniwa no kenshi) - File 315. Lo scambio (移ろいの剣士?, Utsuroi no kenshi) - File 316. Lo spadaccino del giudizio (裁きの剣士?, Sabaki no kenshi) - File 317. Il castello del potere (天下人の城?, Tenkabi no shiro) |                    |                  |                        |
| 32 | 18 aprile 2001 | ISBN 4-09-126162-0 | 3 settembre 2007 | ISBN 978-88-6920-006-9 |
| 32 | Capitoli - File 318. Il tesoro dello Shogun (天下人の宝?, Tenkabi no takara) - File 319. Al di là del tempo... (時を越えて…?, Toki o koete...) - File 320. Kanjicho (浪花勧進帳?, Naniwa kanjin-chō) - File 321. Il triste rotolo della tigre (悲しみの虎の巻?, Kanashimi no tora no maki) - File 322. La riunione (久しぶりの集結?, Hisashiburi no shūketsu) - File 323. I segreti delle star (アイドル達の秘密?, Aidoru-tachi no himitsu) - File 324. Malintesi (アイドル達の誤解?, Aidoru-tachi no gokai) - File 325. Il Leone a terra (ライオンの落とし物?, Raion no otoshimono) - File 326. P&A - File 327. Un piano stupido? (バカな作戦?, Baka na sakusen) - File 328. Un Miai per Sato (佐藤のお見合い?, Satō no omiai) |                    |                  |                        |
| 32 | Trama Shuichi Akai si aggira con fare sospetto intorno a Ran, Sonoko, Araide e Conan; lei lo nota e le sembra di averlo già visto da qualche parte. I giovani detective aiutano James Black, uno straniero originario di Londra ma che vive a Chicago, che è stato rapito dopo essere stato scambiato per sbaglio per una persona ricca e famosa. Quando sta per essere liberato dai rapitori Black parlando fra sé e sé definisce Conan "Cool Guy". L'uomo ha solo finto di essere un semplice straniero anziano: in realtà conosce benissimo il giapponese e soprattutto è in contatto con Shuichi Akai, che viene notato da Conan. Akai, parlando con Black, rivela di essere alla ricerca di una persona di cui vuole vendicarsi per una delusione amorosa e che, durante questa ricerca, ha deciso di tagliarsi i capelli. |                    |                  |                        |
| 33 | 18 luglio 2001 | ISBN 4-09-126163-9 | 3 ottobre 2007   | ISBN 978-88-6920-007-6 |
| 33 | Capitoli - File 329. Le probabilità di vittoria di Sato (佐藤の勝算?, Satō no shōsan) - File 330. I sentimenti di Sato (佐藤の気持ち?, Satō no kimochi) - File 331. San Valentino di sangue - 1 (血のバレンタイン①?, Chi no Barentain ichi) - File 332. San Valentino di sangue - 2 (血のバレンタイン②?, Chi no Barentain ni) - File 333. San Valentino di sangue - 3 (血のバレンタイン③?, Chi no Barentain san) - File 334. San Valentino di sangue - 4 (血のバレンタイン④?, Chi no Barentain yon) - File 335. Il ricordo perduto della moglie (妻の忘れ形見?, Tsuma no wasuregatami) - File 336. Profumo di pulito (清潔な香り?, Seiketsu na kaori) - File 337. La vita dei fiori (花の命…?, Hana no inochi...) - File 338. Il significato di una X (「×」のその意味?, Ekkusu no sono imi) - File 339. O, X, Δ, □ ?! |                    |                  |                        |
| 33 | Trama Shuichi viene notato anche da Ran a casa di Sato, dove i ragazzi e Araide si sono recati per aiutare Takagi a impedire il fidanzamento della donna con Shiratori. Ran pensa di averlo già visto da qualche parte. A san Valentino Ran e Sonoko si recano in montagna per preparare dolci al cioccolato. Qui una persona, la cui descrizione somiglia molto a quella di Akai, si aggira per il bosco e Ran è sempre più convinta di avere già visto quell'uomo. In realtà si rivelerà essere non Akai, ma Makoto Kyogoku. L'agente Takagi informa Conan che tutti i fascicoli riguardanti i casi di Kogoro sono stati prima rubati e poi riconsegnati misteriosamente. Il giorno del furto coincide con quello del dirottamento dell'autobus. Conan pensa immediatamente ad Akai e all'organizzazione. Temendo per l'incolumità di Kogoro e Ran il ragazzo si precipita in casa: fortunatamente entrambi sono al sicuro, ma Conan non si accorge che Akai sta spiando i loro movimenti. Ran, Sonoko e Jodie vengono coinvolte di nuovo in un caso. |                    |                  |                        |
| 34 | 18 settembre 2001 | ISBN 4-09-126164-7 | 2 novembre 2007  | ISBN 978-88-6920-008-3 |
| 34 | Capitoli - File 340. Tempo di cogliere la mela (リンゴの狩り時?, Ringo no karidoki) - File 341. L'inizio del contrattacco (反撃の糸口…?, Hangeki no itoguchi...) - File 342. Il volo del vicino di casa (飛んだ隣人?, Tonda rinjin) - File 343. Tu chi sei? (あんた何者や?, Anta nanimon'ya) - File 344. Pioggia di fischi (嵐のブーイング?, Arashi no būingu) - File 345. I tifosi sospetti (疑惑のサポーター?, Giwaku no sepōtā) - File 346. Il finto tifoso (エセサポーター?, Ese sepōtā) - File 347. Deja'vu di pioggia (雨のデジャビュ?, Ame no dejabyu) - File 348. La trappola del tovagliolo (おしぼりの罠?, Oshibori no wana) - File 349. Si fa luce sui ricordi (晴れた記憶?, Hareta kioku) - File 350. Golden Apple - 1 (ゴールデンアップル·①?, Gōruden appuru ichi) |                    |                  |                        |
| 34 | Trama Il caso viene risolto normalmente grazie a Conan. Vermouth sta tenendo d'occhio Ran, Conan e Ai. Conan e Heiji si recano di Jodie perché sospettano che la donna stia nascondendo loro qualcosa. Durante la loro visita avviene un omicidio. I due riescono solamente a capire che Jodie non è in realtà Vermouth, ma che comunque è una persona molto attenta e sveglia. Jodie ha studiato molto da vicino sia Conan che Heiji ed è riuscita a nascondere loro il suo segreto: in bagno tiene infatti alcune foto della recita scolastica del liceo Teitan e una tra queste raffigura Shinichi con sotto la scritta "Private Eye" ("Detective privato"). Il dottor Agasa trova online alcune informazioni riguardanti la famiglia Vineyard: Sharon, la madre di Chris, era anch'essa una famosa attrice, deceduta pochi mesi prima, e al cui funerale ha partecipato anche la madre di Shinichi. L'unica dichiarazione lasciata da Chris ai giornalisti presenti è stata: "A secret makes a woman woman" ovvero "Un segreto fa di una donna una donna". Questa è la stessa frase che anche Jodie è solita usare. In passato, quando Shinichi e Ran si erano recati a New York, Yukiko aveva presentato ai ragazzi l'amica Sharon Vineyard. Appena Ran aveva parlato di Dio Sharon aveva detto di non crederci perché gli angeli non le hanno mai sorriso. |                    |                  |                        |
| 35 | 18 dicembre 2001 | ISBN 4-09-126165-5 | 3 dicembre 2007  | ISBN 978-88-6920-085-4 |
| 35 | Capitoli - File 351. Golden Apple - 2 (ゴールデンアップル·②?, Gōruden appuru ni) - File 352. Golden Apple - 3 (ゴールデンアップル·③?, Gōruden appuru san) - File 353. Golden Apple - 4 (ゴールデンアップル·④?, Gōruden appuru yon) - File 354. Golden Apple - 5 (ゴールデンアップル·⑤?, Gōruden appuru go) - File 355. Il mistero della casa degli spettri - 1 (幽霊屋敷の謎·①?, Yūrei yashiki no nazo ichi) - File 356. Il mistero della casa degli spettri - 2 (幽霊屋敷の謎·②?, Yūrei yashiki no nazo ni) - File 357. Il mistero della casa degli spettri - 3 (幽霊屋敷の謎·③?, Yūrei yashiki no nazo san) - File 358. La scomparsa di Mitsuhiko - 1 (消えた光彦·①?, Kieta Mitsuhiko ichi) - File 359. La scomparsa di Mitsuhiko - 2 (消えた光彦·②?, Kieta Mitsuhiko ni) - File 360. La scomparsa di Mitsuhiko - 3 (消えた光彦·③?, Kieta Mitsuhiko san) - File 361. Death island (デス·アイランド?, Desu airando) |                    |                  |                        |
| 35 | Trama Sharon aveva detto anche che i suoi genitori erano morti in un incendio, suo marito era morto di malattia e sua figlia Chris non era in buoni rapporti con lei. Ran riesce a riportare alla memoria il suo primo incontro con Shuichi, avvenuto proprio nella città di New York, e ricorda che l'uomo è un membro dell'FBI. Ai si accorge di avere perso il suo fiuto per i membri dell'organizzazione dopo avere incontrato casualmente Kiichiro Numabuchi, un assassino di cui l'organizzazione si serviva. Egli viene arrestato dalla polizia locale sotto la supervisione dell'agente Misao Yamamura. |                    |                  |                        |
| 36 | 18 febbraio 2002 | ISBN 4-09-126166-3 | 3 gennaio 2008   | ISBN 978-88-6920-086-1 |
| 36 | Capitoli - File 362. Un ospite pericoloso (危険な来訪者?, Kiken na raihōsha) - File 363. Parole misteriose (ミステリー·ワード?, Misuterī wādo) - File 364. Il messaggero di Guso (グソーの使い?, Gusō no tsukai) - File 365. La principessa e il castello del drago (姫と龍宮城?, Hime to ryū gūjō) - File 366. La parata (悪意の中の行進?, Akui no naka no parēdo) - File 367. La prova del video (ビデオの中の証拠?, Bideo no naka no shōko) - File 368. L'obiettivo del dinamitardo (爆弾犯の狙い?, Bakudan-han no nerai) - File 369. L'agente che non torna (帰らざる刑事?, Kaerazaru keiji) - File 370. Il ricordo che non riesci a dimenticare (消せない記憶?, Kesenai kioku) - File 371. La trappola rossa (赤い罠?, Akai wana) - File 372. Chi più al mondo... (この世で一番…?, Kono yo de ichiban...) |                    |                  |                        |
| 37 | 18 aprile 2002 | ISBN 4-09-126167-1 | 4 febbraio 2008  | ISBN 978-88-6920-087-8 |
| 37 | Capitoli - File 373. Bye Bye (バイバイ…?, Bai bai...) - File 374. La scelta di Kogoro 1 (小五郎の選択①?, Kogorō no sentaku ichi) - File 375. La scelta di Kogoro 2 (小五郎の選択②?, Kogorō no sentaku ni) - File 376. La scelta di Kogoro 3 (小五郎の選択③?, Kogorō no sentaku san) - File 377. Impronte nere 1 (暗黒の足跡①?, Ankoku no ashiato ichi) - File 378. Impronte nere 2 (暗黒の足跡②?, Ankoku no ashiato ni) - File 379. Impronte nere 3 (暗黒の足跡③?, Ankoku no ashiato san) - File 380. Neve bianca... Ombre nere... (白い雪…黒い影…?, Shiroi yuki... Kuroi kage...) - File 381. Un incontro pericoloso (危険なめぐり逢い?, Kiken na meguri ai) - File 382. Insieme in macchina (同乗者?, Dōjōsha) |                    |                  |                        |
| 37 | Trama Kogoro viene contattato da tre persone per ritrovare l'ingegner Itakura, che sembra essere scomparso senza avere terminato i lavori commissionati. Conan riesce a capire che Itakura era stato ingaggiato anche dall'organizzazione per programmare un altro software, e aveva incontrato Tequila. In preda ai sensi di colpa Itakura non aveva completato il lavoro e si stava organizzando per fuggire all'estero. Conan scopre che uno dei committenti degli altri lavori ha ucciso l'uomo prima che lui potesse espatriare. Il piccolo detective riesce a recuperare dalla scena del crimine uno dei floppy disk di Itakura. A fine caso Conan e Ran incontrano casualmente Shuichi Akai, e qui la ragazza rivela di conoscerlo e di averlo visto con la giacca dell'FBI. Tornato a casa Conan corre subito dal dottor Agasa, grazie al quale riesce a scoprire che Itakura teneva su quel floppy una specie di diario segreto contenente messaggi nascosti: Itakura scrisse che non poteva completare il lavoro per l'organizzazione "per il bene dell'umanità" e che, chiedendo chi fosse a una donna dell'organizzazione, ricevette la risposta "We can be both God and the Devil, since we're trying to raise the dead against the stream of time", ovvero "Possiamo essere sia Dio che il Diavolo, in quanto, contro lo scorrere del tempo, stiamo cercando di resuscitare i morti". In seguito a questa frase Conan decide di andare con il dottor Agasa nella casa di montagna dell'ingegner Itakura, dove l'uomo teneva nascosto il software ancora incompleto; una volta lì ricevono un'inaspettata chiamata di Vodka, con il quale Conan, usando la voce di Itakura, si metterà d'accordo per uno scambio. |                    |                  |                        |
| 38 | 18 luglio 2002 | ISBN 4-09-126168-X | 3 marzo 2008     | ISBN 978-88-6920-287-2 |
| 38 | Capitoli - File 383. La nuova arma (新兵器!?, Shin heiki!) - File 384. Un tesoro inaspettato (意外なお宝?, Igai na otakara) - File 385. La preoccupazione di Ayumi (歩美の心配?, Ayumi no shinpai) - File 386. Il tramonto e la scala (夕陽と階段?, Yūhi to kaidan) - File 387. Dirty hero (汚れたヒーロー?, Yogoreta hīrō) - File 388. Le ombre dei lupi (狼たちの影?, Ōkami-tachi no kage) - File 389. L'uomo che non seppe diventare lupo (狼になれなかった男?, Ōkami ni narenakatta otoko) - File 390. Hattori gioca d'azzardo 1 (服部平次絶体絶命!①?, Hattori Heiji zettai zetsumei! ichi) - File 391. Hattori gioca d'azzardo 2 (服部平次絶体絶命!②?, Hattori Heiji zettai zetsumei! ni) - File 392. Hattori gioca d'azzardo 3 (服部平次絶体絶命!③?, Hattori Heiji zettai zetsumei! san) |                    |                  |                        |
| 38 | Trama Durante lo scambio, in cui Conan riesce a non farsi vedere da Vodka, appare Gin, che intuisce il trucco che il giovane detective ha utilizzato. Conan rischia di essere ucciso, ma fortunatamente i malviventi sono costretti a ritirarsi prima di trovare il nascondiglio del ragazzo. La mattina seguente Ai trova l'amico e riesce a portarlo in salvo. Si intravede anche Shuichi; Ai sembra riconoscere l'uomo ed è molto stupita della sua presenza, mentre lui commenta con "impossibile". Il caso successivo coinvolge i giovani detective. In questa occasione Ai rivela che suo padre Atsushi Miyano era conosciuto come scienziato pazzo e scherza sul fatto che l'APTX 4869 sia una sostanza che riporta in vita i morti, rivelando che in realtà lo scopo delle sue ricerche non era questo, ma trovare una cosa che per la maggior parte delle persone non ha valore. |                    |                  |                        |
| 39 | 18 novembre 2002 | ISBN 4-09-126169-8 | 3 aprile 2008    | ISBN 978-88-6920-380-0 |
| 39 | Capitoli - File 393. Il messaggio del cavallo rosso (誘う赤馬?, Izanau aka uma) - File 394. L'ombra del cavallo rosso (赤馬の影?, Aka uma no kage) - File 395. Il padrone del cavallo rosso (赤馬の持ち主?, Aka uma no mochinushi) - File 396. La voce del cavallo rosso (赤馬の目撃者?, Aka uma no mokugekisha) - File 397. Una sciocca imitazione (愚かなる模倣?, Oroka naru mohō) - File 398. Un'amicizia perduta 1 (引き裂かれた友情①?, Hikisakareta yūjō ichi) - File 399. Un'amicizia perduta 2 (引き裂かれた友情②?, Hikisakareta yūjō ni) - File 400. Un'amicizia perduta 3 (引き裂かれた友情③?, Hikisakareta yūjō san) - File 401. Un cliente molto piccolo (小さな依頼者?, Chiisana iraisha) - File 402. La donna del neo (ホクロのある女性?, Hokuro no aru josei) - File 403. Un neo rosso?! (赤いホクロ…!??, Akai hokuro...!?) |                    |                  |                        |
| 39 | Trama Agasa rivela a Conan di avere conosciuto i genitori di Ai, Atsushi Miyano e sua moglie inglese Elena Miyano, e che non era lui a essere uno "scienziato pazzo", ma lei a essere silenziosa ed enigmatica. Agasa dice anche che Itakura aveva capito che la donna dell'organizzazione che parlava con lui odiava i gatti, perché dopo un miagolio aveva riattaccato innervosita. |                    |                  |                        |
| 40 | 18 febbraio 2003 | ISBN 4-09-126170-1 | 2 maggio 2008    | ISBN 978-88-6920-517-0 |
| 40 | Capitoli - File 404. Operazione Sweet Date! (甘いデートにご注意を!?, Amai dēto ni gochūi o!) - File 405. Un ottimo motivo per cercare (不純な大捜索?, Fujan na dai sōsaku) - File 406. Un ottimo motivo per arrestare (不純な大捕り物?, Fujan na ōtorimono) - File 407. Il campo da tennis dei ricordi (思い出のテニスコート?, Omoide no tenisu kōto) - File 408. Il curry sospetto (疑惑のカレー?, Giwaku no carē) - File 409. Senza voce...?! (声が出ない…!??, Koe ga denai...!?) - File 410. Il primo amore del professore (博士の初恋?, Hakase no hatsukoi) - File 411. Il luogo dell'appuntamento (思い出の場所?, Omoide no basho) - File 412. Il primo amore - L'incontro - La separazione (初恋·再会·別れ?, Hatsukoi, saikai, wakare) - File 413. Lo scivolone di Kogoro (小五郎大失態?, Kogorō dai shittai) |                    |                  |                        |

## Volumi 41-50
| 41 | 9 aprile 2003 | ISBN 4-09-126411-5 | 3 giugno 2008    | ISBN 978-88-6920-625-2 |
| 41 | Capitoli - File 414. Mamme rivali?! (ママはライバル!??, Mama wa raibaru!?) - File 415. Gli spari sospetti (疑惑の銃声?, Giwaku no jūsei) - File 416. Arriva la baronessa della notte! (闇の男爵夫人（なイトバロニス）登場!?, Night Baroness (Naito Baronisu) tōjō!) - File 417. Il buio: la porta per la trappola mortale (暗闇は死の罠の扉?, Kurayami wa desu turappo no tobira) - File 418. Omicidio silenzioso nelle tenebre (暗闇の音無き殺人?, Kurayami no otonaki satsujin) - File 419. Il mistero della luce nera (黒い光の謎?, Kuroi hikari no nazo) - File 420. La rete si stringe (迫る包囲網?, Semaru hōimō) - File 421. La crisi è vicina (そこにある危機?, Soko ni aru kiki) - File 422. Il target non può sfuggire (逃れられないターゲット?, Nogarerarenai tāgetto) - File 423. Vista con mistero... (ある来訪者の残した謎...?, Aru raihōsha no nokoshita nazo...) - File 424. Il segreto della piccola stanza chiusa (さな密室に残された秘密?, Chiisana misshitsu ni nokosareta himitsu) |                    |                  |                        |
| 41 | Trama Yukiko decide di portare Conan, Ai e i giovani detective ad assistere all'anteprima di un film. Qui avviene un delitto e i ragazzi cercano indizi per risolvere il caso. Per tutta la durata delle indagini, Ai, osservando fuori dalla casa in cui si trovano, nota un'auto sospetta che resta sempre nei pressi dell'abitazione. Si nota che all'interno del veicolo ci sono due persone e, a fine caso, quando Conan e Ai sono nella macchina di Agasa, l'auto misteriosa passa loro vicino. Subito dopo si nota Akai parlare al telefono con qualcuno. Nel caso immediatamente successivo Ai si ammala e Araide le consiglia di restare a letto; Jodie invece, incontrando per caso la bambina durante un'uscita con Ran e Sonoko, la riconosce come quella ragazza tra le foto in possesso di Vermouth. Inoltre la stessa Vermouth, grazie alla visita in casa di Agasa, è riuscita a installare alcune microspie per ascoltare i dialoghi tra Ai e Conan; il membro dell'organizzazione però non è a conoscenza che Shuichi Akai, il membro dell'FBI, ha a sua volta captato le onde-radio delle microspie, ascoltando a sua volta quei dialoghi. |                    |                  |                        |
| 42 | 18 luglio 2003 | ISBN 4-09-126412-3 | 2 luglio 2008    | ISBN 978-88-6920-635-1 |
| 42 | Capitoli - File 425. La verità nascosta (隠されていた真実?, Kakusareteita shinjitsu) - File 426. Goodbye Jodie (good-byeジョディ?, Gubbai Jodi) - File 427. Il ragionamento di Ran (蘭の推理?, Ran no suiri) - File 428. Una fine incredibile (信じられない結末?, Shinjirarenai ketsumatsu) - File 429. La notte di plenilunio e la trappola dell'ombra nera (満月の夜と黒い宴の罠?, Mangetsu no yoru to kuroi utage no wana) - File 430. Sangue sulla nave fantasma (血塗られた幽霊船?, Chinura re ta yūrei sen) - File 431. L'apparizione dell'uomo invisibile (透明人間現る!?, Tōmei ningen arawaru!) - File 432. La comparsa di Shinichi Kudo (工藤新一登場!??, Kudō Shin'ichi tojō!?) - File 433. La verità sotto la maschera (仮面の下の真実?, Kamen no shita no shinjitsu) - File 434. Rotten Apple (ラットゥンアップル?, Rattōn appuru) - File 435. Il marchio sotto la pioggia (雨中の刻印?, Uchū no kokuin) |                    |                  |                        |
| 42 | Trama Conan e Ai riescono a ottenere delle audiocassette registrate da Elena. In una scena successiva, Ai ascolta qualcosa che non viene rivelato al lettore. Ran e Sonoko si recano a casa della professoressa Jodie e qui risolvono un caso con l'aiuto di Shinichi. Ran scopre le immagini tenute nascoste dalla sua professoressa. In un flashback si scopre come è avvenuto il primo incontro tra Jodie e Vermouth. Successivamente Vermouth spedisce un invito a una festa di Halloween fuori stagione sia al detective Mori, sia al detective Kudo (nonostante la lettera sia indirizzata a Conan). Entrambi decidono di partecipare. Ai cerca di dissuadere Conan, ma il giovane detective non le dà ascolto: la addormenta con uno dei suoi aghi e la lascia sola in casa del dottor Agasa. Ai si sente male e cerca di contattare il dottor Araide per una visita. Alla porta si presenta però la professoressa Jodie che le offre insistentemente un passaggio, riuscendo in questo modo a prenderla prima del dottor Araide. Quest'ultimo decide di seguire le due sino a un piazzale nei pressi del porto. A questo punto la professoressa blocca la vettura e obbliga il dottore a rivelare la sua vera identità: in realtà è Vermouth che si è sostituita a lui. Vent'anni prima è stata proprio lei a uccidere i genitori di Jodie; inoltre, Chris e Sharon Vineyard sono la stessa persona. Vermouth ha finto la morte della "madre" per nascondere alla gente che il suo corpo non invecchia mai. Ai, che fino a quel momento aveva il volto coperto da una mascherina, rivela alla malvivente di essere in realtà Conan. Alla festa in maschera la persona che aveva partecipato con il nome di Shinichi Kudo rivela di essere Heiji Hattori, il quale in poco tempo risolve un caso di omicidio commesso nel luogo del party. Sul molo la situazione peggiora: infatti la vera Ai ha seguito gli altri grazie agli occhiali del piccolo detective. Vermouth, approfittando dell'occasione, riesce ad addormentare Conan, anche se non riesce a sparare ad Ai, nella quale la donna riconosce Sherry. Ad aiutare la ragazza entra in scena Ran, nascostasi nell'auto della professoressa, che riesce a salvare la vita di Ai. Infatti Vermouth non vuole sparare a Ran, perché le aveva salvato la vita a New York travestita da serial killer. Vermouth cerca di fermare Calvados, il cecchino suo collega appostato dietro ad alcuni container. Jodie rimane ferita. Shuichi Akai riesce a salvare la vita alla partner, spezzando le gambe a Calvados. Non riesce però a evitare la fuga di Vermouth, e cerca di non farsi vedere dalla piccola Ai svanendo prima che lei possa riprendere conoscenza. Conan, dopo essere stato addormentato, è stato messo nella stessa auto con cui Vermouth è fuggita, e perciò è ancora con lei. La donna comunque, una volta fuggita, riesce a fargli perdere i sensi, a mettersi in contatto con il boss, e a fuggire facendo perdere le sue tracce, lasciando Conan al dottor Agasa, che stava giungendo sul luogo. Infine, Calvados si suicida per non essere catturato. La professoressa Jodie, ricoverata in ospedale, e James Black, anch'egli membro dell'FBI, offrono ad Ai la possibilità di crearsi una nuova vita, attraverso il programma di protezione testimoni. |                    |                  |                        |
| 43 | 18 ottobre 2003 | ISBN 4-09-126413-1 | 4 agosto 2008    | ISBN 978-88-6920-541-5 |
| 43 | Capitoli - File 436. Cercate il marchio nel fondoschiena! (おしりの印を探せ!?, Oshiri no māku o sagase!) - File 437. La decisione di Ai Haibara (灰原哀の決意?, Haibara Ai no ketsui) - File 438. Il cellulare dimenticato (忘れられた携帯電話?, Wasurerareta keitai denwa) - File 439. Una strana memoria (奇妙なメモリー?, Kimyō na memory (memorī)) - File 440. Un altro detective (もうひとつの名探偵?, Mō hitotsu no meitantei) - File 441. Di chi è il detective show!? (どっちの推理ショー!??, Docchi no suiri shō!?) - File 442. Il messaggio dei cubi (六面体のメッセージ?, Rokumentai no messēji) - File 443. Dietro il messaggio (ダイイングメッセージの裏を読め!?, Dieing message (daiingu messēji) no ura o yome!) - File 444. Il messaggio premeditato (仕組まれたメッセージ?, Shikumareta messēji) - File 445. Un diavolo su 53.000 (53,000分の1の悪魔?, Goman-hassen-bun no ichi no akuma) - File 446. La provocazione del diavolo del Koshien (甲子園の魔物の挑発?, Kōshien no mamono no chōhatsu) |                    |                  |                        |
| 43 | Trama Ai decide di rifiutare l'offerta, ricordando una frase di Ayumi che diceva che non si può vincere continuando a scappare. Dal file dieci del volume 43 al file tre del volume 44 compaiono i personaggi di Yoban sādo, altro manga di Gōshō Aoyama. |                    |                  |                        |
| 44 | 17 gennaio 2004 | ISBN 4-09-126414-X | 3 settembre 2008 | ISBN 978-88-6920-542-2 |
| 44 | Capitoli - File 447. Il mistero dei tre numeri (3つの数字の謎を解け!?, Mittsu no sūji no nazo o toke!) - File 448. Nessun indizio!? (ヒントが無い!??, Hinto ga nai!?) - File 449. Game set...!? (試合（ゲーム）終了...!??, Gēmu setto...!?) - File 450. Dal paradiso all'inferno (天国から地獄?, Tengoku kara jigoku) - File 451. Completa indifferenza!? (全然平気!??, Zenzen heiki!?) - File 452. Nessun sospetto!? (疑わないの??, Utaganai no!?) - File 453. Il miracolo (奇蹟?, Kiseki) - File 454. La sorpresa (驚愕?, Kyōgaku) - File 455. Brividi (戦慄?, Senritsu) - File 456. La fuga (脱出?, Dasshutsu) - File 457. Misteri di scuola (学校奇譚?, Gakkō kitan) |                    |                  |                        |
| 44 | Trama Araide torna a lavorare a scuola. |                    |                  |                        |
| 45 | 5 aprile 2004 | ISBN 4-09-126415-8 | 2 ottobre 2008   | ISBN 978-88-6920-543-9 |
| 45 | Capitoli - File 458. Dove sono le impronte!? (足跡はどこに!??, Ashiato wa doko ni!?) - File 459. Il perché del banco (残された机の真実?, Nokosareta tsukue no shinjitsu) - File 460. Un ambiente chiuso sul mare (海の上の開かれた密室?, Umi no ue no hirakareta misshitsu) - File 461. L'esca avvelenata (釣りエサは毒!??, Tsuri ese wa doku!?) - File 462. Una scottatura gradita (嬉しい火傷?, Ureshii yakedo) - File 463. Il volo di Hideyoshi (秀吉の大返し?, Hideyoshi no ōgaeshi) - File 464. Una strana sensazione (違和感...?, Iwakan...) - File 465. Le vie traverse del cielo (大空の裏道?, Ōzora no uramichi) - File 466. In segreto dalle stelle (星より密かに?, Hoshi yori hisoka ni) - File 467. Hai visto le stelle? (星を見たかい?, Hoshi o mitakai) - File 468. Un desiderio dalle stelle (星に願いを?, Hoshi ni negai o) |                    |                  |                        |
| 45 | Trama Conan si chiede perché Vermouth non abbia cercato Ai alle superiori, e perché, qualora avesse saputo che era tornata bambina, non l'abbia trovata subito accorgendosi di un nuovo arrivo alla scuola elementare Teitan di cui Araide è il medico, oltre che del liceo. Araide chiede a Jodie se la persona che l'ha sostituito sia davvero malvagia, perché i pazienti la descrivevano come una persona gentile, ma lei è molto infastidita da questo e gli risponde che quella persona uccide ridendo. Vedendo un sospettato telefonare, Conan ha una strana sensazione: ricorda Vermouth che contattava il capo dell'organizzazione. Conan chiede poi al dottor Agasa a chi il presentatore televisivo avesse potuto telefonare, e Agasa gli parla di un amico del presentatore che vive a Kurayoshi, nella prefettura di Tottori: Conan non vuole dire ad Ai perché è interessato a questo, ma lei è stupita di vederlo fare queste domande. |                    |                  |                        |
| 46 | 16 luglio 2004 | ISBN 4-09-126416-6 | 3 novembre 2008  | ISBN 978-88-6920-641-2 |
| 46 | Capitoli - File 469. La stelle sanno tutto (星は何でも知っている?, Hoshi wa nandemo shitteiru) - File 470. Preludio (前奏曲（プレリュード）?, Pureryūdo) - File 471. Capriccio (狂奏曲（カプリッチョ）?, Kapuriccho) - File 472. Requiem (鎮魂曲（レクイエム）?, Rekuiemu) - File 473. Improvvisata (即興曲（アンプロンプテュ）?, Anpuronputyu) - File 474. Fantasia (幻想曲（ファンタジア）?, Fantajia) - File 475. Scatole chiuse (封印?, Fūin) - File 476. Trucchi (絡繰?, Karakuri) - File 477. L'offerta (神器?, Jingi) - File 478. Eternità (不滅?, Fumetsu) - File 479. Il messaggino del sospetto (疑惑のメール?, Giwaku no mēru) |                    |                  |                        |
| 46 | Trama Al termine di un caso, l'agente Yamamura chiama sua nonna nella prefettura di Tottori. Conan sente il suono emesso dai tasti componendo il prefisso e si accorge che è lo stesso suono prodotto quando Vermouth ha contattato il boss dell'organizzazione. Conan capisce cercando su un elenco che si tratta del prefisso delle città di Kurayoshi e Yazu, 0858, e prova in tutti i modi a ricreare la combinazione di tasti, anche con l'aiuto di Ran e Kogoro. Al termine di un caso, l'assassino fischietta "Nanatsu no ko", una canzoncina per bambini molto famosa in Giappone. Al sentire questa melodia, Conan rimane sotto shock perché le prime note della melodia corrispondono esattamente ai toni dei tasti che compongono il numero del boss dell'organizzazione. Conan ne parla quindi con Agasa, avendo la conferma del titolo del motivo, e decidendo come agire: prima di tutto, si ricava dalle note della filastrocca l'indirizzo e-mail del cellulare del capo dell'organizzazione, #969#6261. Successivamente però, con l'arrivo di Ai Haibara, Conan è obbligato a lasciar perdere l'idea di contattare il boss, in quanto, a detta sua, se lo facesse sarebbe come se si aprisse il vaso di Pandora. |                    |                  |                        |
| 47 | 18 ottobre 2004 | ISBN 4-09-126417-4 | 3 dicembre 2008  | ISBN 978-88-6920-545-3 |
| 47 | Capitoli - File 480. Deduzioni sospette (疑惑の推理?, Giwaku no suiri) - File 481. L'alibi sospetto (疑惑のアリバイ?, Giwaku no aribai) - File 482. La realtà dietro il sospetto (疑惑の真相?, Giwaku no shinsō) - File 483. Tolta la sicura... (ロックをはずして...?, Rokku o hazushite...) - File 484. Da lui a lei (彼氏から彼女へ?, Kareshi kara kanojo e) - File 485. Da suicidio a omicidio (自殺から他殺へ?, Jisatsu kara tasatsu e) - File 486. Dal cielo alla Terra (天空から地上へ?, Tenkū kara chijō e) - File 487. Apparizione magica (出現マジック?, Shūgen majikku) - File 488. Il file proibito (禁じられたファイル?, Kinjirareta fairu) - File 489. La casa dell'illusionista (奇術師の館?, Majishan no yakata) - File 490. Deplorevole, per un illusionista (奇術（マジシャン）師失格?, Magician (majishan) shikkaku) |                    |                  |                        |
| 48 | 14 gennaio 2005 | ISBN 4-09-126418-2 | 7 gennaio 2009   | ISBN 978-88-6920-546-0 |
| 48 | Capitoli - File 491. Codici e vacanze (夏休みの暗号?, Natsuyasumi no angō) - File 492. Coricatevi e lavatevi la faccia! (寝転んで顔を洗え!?, Nekoronde kao o arae!) - File 493. La soluzione perfetta! (パーフェクト解読!!?, Perfect (pāfekuto) kaidoku!!) - File 494. La casa degli spettri (悪霊の棲む屋敷?, Akuryō no sumu yashiki) - File 495. L'incubo di 13 anni prima (13年前の悪夢?, Jū-san-nen mae no akumu) - File 496. Il ritorno dello spettro (蘇る悪霊?, Yomigaeru akuryō) - File 497. Quel qualcosa che sfugge (見過していたもの?, Misugoshiteita mono) - File 498. Impatto del tredicesimo anno (13年目の衝撃?, Jū-san-nen-me no shōgeki) - File 499. Suona e scappa (ピンポンダッシュ?, Pin pon dash (dasshu)) - File 500. Una nuova figura in nero (新たなる黒の者?, Arata naru kuro no mono) |                    |                  |                        |
| 48 | Trama Attraverso Yoko Okino Conan e Kogoro vengono in contatto con l'annunciatrice televisiva Rena Mizunashi. Per un caso fortuito Conan riesce a scoprire che Rena fa parte dell'organizzazione ed è nota con il nome di Kir. |                    |                  |                        |
| 49 | 6 aprile 2005 | ISBN 4-09-126419-0 | 2 febbraio 2009  | ISBN 978-88-6920-547-7 |
| 49 | Capitoli - File 501. Cerca il bersaglio (ターゲットを追え!?, Target (tāgetto) o oe!) - File 502. Nuovi ordini (新たなる指令?, Arata naru shirei) - File 503. Organizzazione contro F.B.I. - 1 (黒の組織VS.FBI①?, Kuro no soshiki bāsasu Efu Bī Ai ichi) - File 504. Organizzazione contro F.B.I. - 2 (黒の組織VS.FBI②?, Kuro no soshiki bāsasu Efu Bī Ai ni) - File 505. Il nuovo insegnante (新しい先生?, Atarashī sensei) - File 506. Un percorso segreto per la scuola - 1 (秘密の通学路①?, Himitsu no tsūgakuro ichi) - File 507. Un percorso segreto per la scuola - 2 (秘密の通学路②?, Himitsu no tsūgakuro ni) - File 508. Due senza possibilità di ritorno (戻れない二人?, Modorenai futari) - File 509. L'auto sigillata (密閉された車?, Mippeisarete kuruma) - File 510. Falso amore (偽りの愛情?, Itsuwari no aijō) - Detective Conan - Il libro dei personaggi |                    |                  |                        |
| 49 | Trama Conan e l'FBI riescono a sventare l'omicidio di un politico organizzato da Kir, Chianti e Korn. Dopo il fallimento del piano, i membri dell'organizzazione decidono di organizzare un altro attentato. Durante un inseguimento con l'FBI, Kir cade dalla sua motocicletta ed entra in coma. I compagni di Rena cercano di intuire in quale struttura è stata trasportata per essere curata. Compare per la prima volta Eisuke Hondo, nuovo compagno di classe di Ran, che sembra molto interessato all'attività di detective di Kogoro. |                    |                  |                        |
| 50 | 15 luglio 2005 | ISBN 4-09-126420-4 | 2 marzo 2009     | ISBN 978-88-6920-548-4 |
| 50 | Capitoli - File 511. La cena della discordia (緊迫のコンパ?, Kinpaku no konpa) - File 512. La visita segreta (秘密の家庭訪問?, Himitsu no kateihōmon) - File 513. Una partita noiosa (つまんない試合?, Tsumannai shiai) - File 514. Centro! (大当たり!?, Ōatari!) - File 515. Intervista batticuore (ワクワク取材?, Waku-waku shuzai) - File 516. Il messaggio dell'assassino (真犯人の伝言?, Shin hannin no dengon) - File 517. I detective boys (ザ・少年探偵団?, The (za) Shōnen Tanteidan) - File 518. Heiji ricorda (平次の思い出?, Heiji no omoide) - File 519. La donna delle nevi (雪女の計?, Yuki onna no kei) - File 520. L'impianto del mistero (謎のリフト?, Nazo no rifuto) - File 521. La leggenda della veste d'argento della donna delle nevi (雪女の銀衣伝説?, Yuki onna no gingoromo densetsu) |                    |                  |                        |

## Volumi 51-60
| 51 | 18 ottobre 2005 | ISBN 4-09-127361-0     | 3 aprile 2009     | ISBN 978-88-6920-539-2 |
| 51 | Capitoli - File 522. Vendetta nella bufera (吹雪の中の復讐?, Fujiki no naka no fukushū) - File 523. Il caso dei pesci (おさかな事件?, Osakana jiken) - File 524. I tre pesci (3匹の魚?, Sanbiki no sakana) - File 525. La spiaggia dei sospiri (ため息潮干狩り?, Tameiki shiohigari) - File 526. Il misterioso caso della bottiglia di plastica (ペットボトルの怪?, PET bottle (petto botoru) no kai) - File 527. Il trucco della bottiglia (混入トリック?, Kon'nyū torikku) - File 528. Blu di Russia (ロシアンブルー?, Roshian burū) - File 529. C'è Goro e Goro?! (ゴロはゴロでも!??, Goro wa Goro demo!?) - File 530. La finestra sigillata (開かずの窓?, Akazu no mado) - File 531. La stanza chiusa (作られた密室?, Tsukurareta misshitsu) - File 532. La via di uscita dello spirito maligno (魔物の抜け穴?, Mamono no nukeana) |                        |                   |                        |
| 52 | 14 gennaio 2006 | ISBN 4-09-120026-5     | 4 maggio 2009     | ISBN 978-88-6920-648-1 |
| 52 | Capitoli - File 533. Un comportamento sospetto?! (挙動不審!??, Kyodō fushin!?) - File 534. L'anteprima cinematografica fatale (因縁の試写会?, Innen no shishakai) - File 535. Panico nella sala delle nozze (式場パニック?, Shikijō panikku) - File 536. Un ospite indesiderato (招かれざる客?, Manekarezaru kyaku) - File 537. Wedding battle (ウエディング・バトル?, Uedingu batoru) - File 538. Una stanza molto eccentrica (常識はずれの部屋?, Jōshiki hazure no heya) - File 539. Il giallo degli oggetti capovolti (逆さまミステリー?, Sakasama mystery (misuterī)) - File 540. Ciò che voleva nascondere (隠したかったもの?, Kakushitakatta mono) - File 541. Il fazzoletto rosso di Sonoko (園子の赤いハンカチ?, Sonoko no akai hankachi) - File 542. Il nome in katakana (カタカナの名前?, Katakana no namae) - File 543. Superman (スーパーマン?, Sūpāman) |                        |                   |                        |
| 53 | 17 febbraio 2006 | ISBN 4-09-120110-5     | 2 giugno 2009     | ISBN 978-88-6920-651-1 |
| 53 | Capitoli - File 544. Il rosso fiammante (紅蓮?, Guren) - File 545. Il color oro (金色?, Konjiki) - File 546. L'azzurro tempestoso (青嵐?, Seiran) - File 547. Il bianco puro (純白?, Junpaku) - File 548. Il misterioso uomo dai 200 volti (怪人二百面相?, Kaijin ni-hyaku mensō) - File 549. La grande operazione della classe 1-B (1年B組大作戦?, Ichinen bī-gumi dai sakusen) - File 550. C'è un testimone oculare (目撃者は一人?, Mokugekisha wa hitori) - File 551. I chiodi e il serpente (釘とへび?, Kugi to hebi) - File 552. La vera natura del martello (トンカチの正体?, Tonkachi no shōtai) - File 553. Uno strano lavoretto occasionale (不可思議なバイト?, Fukashigi na baito) - Speciale. Guida ai Detective Conan Movies |                        |                   |                        |
| 53 | Trama Conan nota che Eisuke utilizza un metodo per controllare se una persona dice la verità usato anche da Rena. Eisuke sembra voler parlare di quest'ultima. Inoltre, offre a Kogoro un caso portandolo nel luogo dove vive il bambino che ha provocato l'incidente di Rena. Gin e Chianti ricordano quando Rena Mizunashi aveva scoperto una spia nell'Organizzazione nera e, nonostante quest'ultimo l'avesse torturata, la ragazza era riuscita a mordergli la mano e a ucciderlo. |                        |                   |                        |
| 54 | 16 giugno 2006 | ISBN 4-09-120377-9     | 2 luglio 2009     | ISBN 978-88-6920-659-7 |
| 54 | Capitoli - File 554. Il menù della cena (夕食の献立?, Yūshoku no kondate) - File 555. La stella cadente (夢見るスター?, Yume miru sutā) - File 556. Il pupazzo di neve dei Detective Boys (探偵団の雪ダルマ?, Tantei-dan no yuki daruma) - File 557. La traccia della caduta (転落の軌跡?, Tenraku no kiseki) - File 558. Il mistero sulla montagna innevata (破局の雪山?, Hakyoku no yukiyama) - File 559. La stanza che inghiotte le persone (人を飲む部屋?, Hito o nomu heya) - File 560. L'illusione dei cadaveri (幻の死体?, Maboroshi no shitai) - File 561. Il trucco delle macchie di sangue (血痕のカラクリ?, Kekkon no karakuri) - File 562. Il detective liceale dell'est (東の高校生探偵?, Higashi no kōkōsei tantei) - File 563. Il campionato nazionale dei detective liceali (探偵甲子園?, Tantei Kōshien) - File 564. La dimostrazione della stanza chiusa (密室証明?, Misshitsu shōmei) |                        |                   |                        |
| 54 | Trama Gin dice a Vodka di ricordare il nome della spia che Rena Mizunashi ha ucciso: Hondo. Conan chiede a Heiji di indagare su Rena ed Eisuke, dato che una foto ritrae lei da giovane a Osaka. |                        |                   |                        |
| 55 | 15 settembre 2006 | ISBN 4-09-120628-X     | 2 agosto 2009     | ISBN 978-88-6920-538-5 |
| 55 | Capitoli - File 565. Le eccellenti deduzioni dei detective (探偵たちの名推理?, Tantei-tachi no mei suiri) - File 566. Un detective passionale (熱血探偵?, Nekketsu tantei) - File 567. Il tiro di Genta (元太のシュート?, Genta no shoot (shūto)) - File 568. El e Genta (元太とエル?, Genta to Eru) - File 569. Un ragazzino birichino (イタズラ坊主?, Itazura bōzu) - File 570. Sotto la luna (月下?, Gekka) - File 571. L'alba (黎明?, Reimei) - File 572. In pieno giorno (白昼?, Hakuchū) - File 573. Il tramonto (落日?, Rakujitsu) - File 574. Il segreto di Eri Kisaki - 1 (秘密の妃英理①?, Himitsu no Kisaki Eri ichi) - File 575. Il segreto di Eri Kisaki - 2 (秘密の妃英理②?, Himitsu no Kisaki Eri ni) |                        |                   |                        |
| 56 | 13 gennaio 2007 | ISBN 978-4-09-120706-7 | 1º settembre 2009 | ISBN 978-88-6920-661-0 |
| 56 | Capitoli - File 576. L'anello di fidanzamento!? - Prima parte (婚約指輪（エンゲージリング）!?①?, Engage Ring (Engēji Ringu) ichi!?) - File 577. L'anello di fidanzamento!? - Seconda parte (婚約指輪（エンゲージリング）!?②?, Engage Ring (Engēji Ringu) ni!?) - File 578. L'anello di fidanzamento!? - Terza parte (婚約指輪（エンゲージリング）!?③?, Engage Ring (Engēji Ringu) san!?) - File 579. Un omicidio legato alla leggenda della vecchia strega - Prima parte (鬼婆伝説殺人事件①?, Onibaba densetsu satsujin jiken ichi) - File 580. Un omicidio legato alla leggenda della vecchia strega - Seconda parte (鬼婆伝説殺人事件②?, Onibaba densetsu satsujin jiken ni) - File 581. Un omicidio legato alla leggenda della vecchia strega - Terza parte (鬼婆伝説殺人事件③?, Onibaba densetsu satsujin jiken san) - File 582. Un indizio proveniente dall'ovest (西からの手がかり?, Nishi kara no tegakari) - File 583. Sulle tracce di una foto (写真の行方?, Shashin no yukue) - File 584. Company (カンパニー?, Kanpanī) - File 585. Una telefonata sbagliata?! (間違い電話!??, Machigai denwa!?) - File 586. La verità raccontata dal sangue (血が語る真実?, Chi ga kataru shinjitsu) |                        |                   |                        |
| 56 | Trama Heiji rivela di aver scoperto un conoscente del padre di Eisuke che è morto, così Conan, Ai e Agasa telefonano a suo nipote, che dice di avere una foto che lo ritrae. I tre si recano a casa del nipote, che dando loro la foto dice che il padre di Eisuke lavorava per una "company", diceva che si sarebbe immerso più a fondo e aveva dei colleghi vestiti di nero, non presenti quando si trovava lì anche Eisuke. In seguito Eisuke cerca in ospedale sua sorella maggiore, Hidemi, che è scappata di casa. Quest'ultima somiglia moltissimo a Rena Mizunashi, ma il ragazzo è convinto che siano due persone differenti. Conan e Ran, incuriositi dalla faccenda, gli combinano un incontro con un fan di Rena e qui il ragazzo scopre che l'annunciatrice ha il gruppo sanguigno AB. Eisuke ricorda che la sorella gli aveva donato il sangue quando lui era piccolo e, visto che chi è del gruppo 0 può ricevere donazioni solo da altre persone del gruppo 0, ne deduce che Hidemi e Rena siano due persone differenti. |                        |                   |                        |
| 57 | 5 aprile 2007 | ISBN 978-40-91-21110-1 | 1º ottobre 2009   | ISBN 978-88-6920-662-7 |
| 57 | Capitoli - File 587. Gli oggetti lasciati dalla madre defunta (母の遺品?, Haha no ihin) - File 588. Un guanto che richiama la morte (死を呼ぶ片手袋?, Shi o yobu katatebukuro) - File 589. L'assassino proviene dalla terra dei morti (黄泉からの殺人者?, Yami kara no satsujinsha) - File 590. I guanti del dolore (哀しみの手袋?, Kanashimi no tebukuro) - File 591. ...e venne Satana (悪魔が来たりて...?, Akuma ga kitarite...) - File 592. Il trucco di Satana (悪魔のカラクリ?, Akuma no karakuri) - File 593. Le lacrime di Satana (悪魔の涙?, Akuma no namida) - File 594. Il fuggitivo (逃亡者?, Tōbōsha) - File 595. La canzone delle cornacchie (鴉の唄?, Karasu no uta) - File 596. Il secondo filo (2本目の糸?, Nihonme no ito) - File 597. Un falso paziente (偽りの患者?, Itsuwari no kanja) |                        |                   |                        |
| 57 | Trama Conan, Ran, Kogoro ed Eisuke si recano nella casa dove lavorava come domestica la defunta madre di quest'ultimo, e dove è avvenuto un omicidio. Lì trovano un certificato che conferma che Eisuke è di gruppo sanguigno 0. Conan nota una cicatrice sul petto di Eisuke. Ran rivela a Conan che Eisuke crede di aver trovato un indizio all'Ospedale Centrale di Haido, che è quello dove si trova Rena. Conan spiega ad Agasa che per "company" si intende la CIA e si reca con Jodie all'ospedale, dove ci sono gli altri membri dell'FBI. Conan scopre che Eisuke ha sentito la musica di "Nanatsu no ko" prodotta dai tasti del cellulare, riconoscendola come quella prodotta dai tasti del cellulare di suo padre, quindi ha trovato all'ospedale un membro dell'organizzazione. Conan e l'FBI cercano di scovare l'infiltrato. Un'infermiera rivela a Conan che Eisuke da piccolo è stato malato di leucemia. Rena Mizunashi si sveglia, e in seguito Eisuke trova la sua stanza, ma lei finge di essere ancora in coma. |                        |                   |                        |
| 58 | 18 luglio 2007 | ISBN 978-4-09-121155-2 | 4 novembre 2009   | ISBN 978-88-6920-663-4 |
| 58 | Capitoli - File 598. L'inseguimento (追跡、そして...?, Tsuiseki, soshite...) - File 599. Il passato di Akai (赤井の過去?, Akai no kako) - File 600. O la va o la spacca... (イチかバチか...?, Ichikabachika...) - File 601. Il camuffamento (擬装?, Gisō) - File 602. L'ultimo mezzo (最終手段?, Saishū shudan) - File 603. La missione (任務?, Misshon) - File 604. Sorella maggiore e fratello minore (姉弟?, Kyōdai) - File 605. Un indizio inaspettato (意外な容疑者?, Igai no yōgisha) - File 606. Venerdi 13 (13日の金曜日?, Jū-san nichi no kin'yōbi) - File 607. Il passato di Camel (キャメルの過去?, Kyameru no kako) - File 608. La formula magica (魔法の呪文?, Mahō no jumon) |                        |                   |                        |
| 58 | Trama Il membro dell'organizzazione, di nome Rikumichi Kusuda, sta cercando anch'egli Rena, ma si suicida mentre è inseguito da Akai. I membri dell'organizzazione si rendono conto che Rena Mizunashi è lì dato che si sono interrotti i contatti con il loro infiltrato. James e Jodie spiegano a Conan come Shuichi Akai si fosse infiltrato nell'organizzazione con il falso nome di Dai Moroboshi e il nome in codice di Rye, fidanzandosi con Akemi Miyano e venendo scoperto quando era stato programmato un incontro con il capo dell'organizzazione, a causa di un errore di un altro agente. Akai sta guardando l'ultimo messaggio di Akemi, con un post scriptum che non viene rivelato al lettore. Eisuke entra nella stanza di Rena Mizunashi e la costringe a muoversi minacciandola con delle forbici, e lei gli risponde in modo confidenziale. L'organizzazione crea il caos facendo sì che molte persone abbiano malori e vadano all'ospedale, e inviando lì molte bombe. Jodie e Andre Camel, altro agente dell'FBI, si sbarazzano di una bomba: lui le ruba il volante, ma rivela di averlo fatto solo perché conosceva un luogo utile per buttare la bomba nel fiume. L'FBI organizza un piano per portare via Rena Mizunashi dall'ospedale, utilizzando diversi furgoni, su uno dei quali ci sarà lei. Camel addormenta Jodie che voleva guidare il furgone con Rena Mizunashi al suo posto. Quando i due furgoni sono partiti, i membri dell'organizzazione scoprono quello con Rena Mizunashi e lo attaccano, riuscendo a recuperarla. Conan, Akai e Camel spiegano di aver volontariamente fatto sì che l'organizzazione riprendesse Rena e credesse morto Camel, in quanto lei è un'agente della CIA. La ragazza è in realtà la sorella di Eisuke, e il suo vero nome è Hidemi Hondo. Ha dato parte del suo midollo per salvare il fratellino dalla leucemia con un trapianto, cambiandogli così il gruppo sanguigno. Loro padre, Ethan Hondo, era un membro della CIA infiltrato nell'organizzazione, il quale si è sacrificato, decidendo di farsi uccidere dalla stessa figlia, in un momento in cui lei, che si era anch'essa infiltrata ma doveva uscire dall'organizzazione dopo poco tempo, rischiava di essere scoperta a parlare con lui di nascosto, a causa di un localizzatore nei suoi vestiti. In questo modo ha fatto sì che Hidemi continuasse la missione nell'organizzazione come spia al suo posto senza che gli uomini in nero sospettassero una relazione di parentela fra i due né che fossero infiltrati sotto copertura. Conan, Akai e Camel hanno quindi organizzato un piano per far tornare Hidemi nell'organizzazione come spia sia della CIA che dell'FBI. In seguito Camel viene coinvolto come sospettato in un caso di omicidio. Camel rivela a Jodie che è lui che con un errore ha fatto saltare la copertura di Akai, dicendo a un uomo anziano di allontanarsi dal luogo previsto per l'incontro con Gin, mentre il vecchietto era in realtà un membro dell'organizzazione. Una volta che Rena Mizunashi è tornata nell'organizzazione, Gin le riporta l'ordine del capo di uccidere, sparandogli con una pistola, Shuichi Akai, in modo da provare la sua fedeltà all'organizzazione. Perciò la notte stessa, ha luogo l'esecuzione: Kir e Akai si incontrano in un passo del valico Raiha e la donna gli spara a un polmone; Akai si stringe forte il petto iniziando ad ansimare. |                        |                   |                        |
| 59 | 18 ottobre 2007 | ISBN 978-4-09-121199-6 | 2 dicembre 2009   | ISBN 978-88-6920-664-1 |
| 59 | Capitoli - File 609. Il cuneo d'acciaio (鋼の楔?, Hagane no kusabi) - File 610. Rumori (音?, Oto) - File 611. Un cadavere che vola nel cielo (空飛ぶ死体?, Soratobu shitai) - File 612. La dinamica e l'alibi (力学とアリバイ?, Rikigaku to aribai) - File 613. Il millepiedi (百足?, Mukade) - File 614. Il samurai con l'armatura (鎧武者?, Yoroi musha) - File 615. L'arte della guerra (兵法?, Heihō) - File 616. Furinkazan (風林火山?, Fūrinkazan) - File 617. La battaglia (戦?, Ikusa) - File 618. L'ombra ed il fulmine (陰と雷?, Kage to kaminari) - File 619. Il comportamento sospetto di Eisuke (疑惑の瑛祐?, Giwaku no Eisuke) |                        |                   |                        |
| 59 | Trama Gin ordina a Kir di finire l'opera sparando un colpo decisivo alla testa e la donna obbedisce, uccidendo definitivamente Akai. Si sentono però alcune sirene della polizia avvicinarsi, perciò Kir piazza una bomba con timer che esplode proprio nel momento in cui lei si allontana in auto, lasciando il corpo di Akai a bruciare tra le fiamme. La notizia viene data ai telegiornali, così Jodie e James si recano alla centrale di polizia per fare il confronto delle impronte digitali che si trovano sul cellulare di Conan con quelle trovate sulla mano destra rimasta intatta del cadavere carbonizzato, non dicendo alla polizia che le impronte sul cellulare sono di Akai e inventando una scusa per non rivelare alla polizia il perché di questo confronto. Scoprono con amarezza e dolore ciò che non avrebbero voluto scoprire: le impronte corrispondono, e questo fa crollare Jodie nel pianto. Il giorno dopo Jodie riconsegna a Conan il suo cellulare, ma lui si accorge che si tratta di un altro perché ha un numero di serie diverso, in quanto il suo cellulare è stato trattenuto dalla polizia. Eisuke rimane coinvolto in un caso di omicidio, del quale è uno dei sospettati. |                        |                   |                        |
| 60 | 12 gennaio 2008 | ISBN 978-4-09-121266-5 | 5 gennaio 2010    | ISBN 978-88-6920-665-8 |
| 60 | Capitoli - File 620. Il corpo contundente scomparso (消えた鈍器?, Kieta donki) - File 621. La confessione di Eisuke (瑛祐の告白?, Eisuke no kokuhaku) - File 622. Il rosso, il bianco ed il giallo (赤白黄色?, Aka shiro ki iro) - File 623. Kuroshiro (クロシロ君?, Kuroshiro-kun) - File 624. Un nuovo vicino di casa (新たな隣人?, Arata na rinjin) - File 625. L'uomo martello (ハンマー男?, Hanmā otoko) - File 626. L'enigma delle consegne (届けられた悪意?, Todokerareta akui) - File 627. La vera natura dell'uomo martello (ハンマー男の正体?, Hanmā otoko no shōtai) - File 628. Un caffè mortale (殺意のコーヒー?, Satsui no kōfī) - File 629. Un delitto impossibile (不可能犯罪?, Fukanō hanzai) - File 630. L'amara verità (苦い真実?, Nigai shinjitsu) |                        |                   |                        |
| 60 | Trama Scoperto il vero assassino, Eisuke dice a Conan di avere intenzione di diventare un agente della CIA, e per questo si sta per trasferire negli Stati Uniti. Prima di farlo, però, vorrebbe dichiararsi a Ran, ma chiedendo prima il permesso a Shinichi. Conan gli dice che non può e così Eisuke gli rivela di aver capito chi è. Prima di andarsene, Eisuke avverte Conan che sembra che sia morto qualcuno nell'FBI, ma Conan non sembra minimamente preoccupato. Nel caso successivo Conan viene a sapere da Jodie ciò che Rena Mizunashi le ha riferito durante le sue indagini: l'organizzazione nera ha messo un certo Bourbon sulle tracce di Ai; la chiamata finisce con un'esortazione dell'agente a tenere d'occhio la giovane. Poco dopo durante un caso di incendio che vede tre uomini indiziati, Ai riprende misteriosamente il suo fiuto per l'organizzazione e sente vicino a lei la presenza di uno dei membri. La fonte di tale sensazione è molto probabilmente l'indiziato chiamato Subaru Okiya. Quest'ultimo racconta di seguire un dottorato di ingegneria e, dopo aver saputo della presenza del professor Agasa, decide di voler seguire le sue ricerche, chiedendogli ospitalità dopo aver perso la casa nell'incendio. Conan, ignorando la paura di Ai per l'individuo, permette a Okiya di andare ad abitare in casa Kudo, rimasta abbandonata dal momento del suo rimpicciolimento. Quando Ai gli chiede il perché, Conan risponde solo che un fan di Sherlock Holmes come Okiya non può essere cattivo, senza dare altre motivazioni valide. |                        |                   |                        |

## Volumi 61-70
| 61 | 3 aprile 2008 | ISBN 978-4-09-121340-2 | 3 febbraio 2010 | ISBN 978-88-6920-666-5 |
| 61 | Capitoli - File 631. Purple Nail (紫紅の爪（パープルネイル）?, Pāpuru Neiru) - File 632. Il teletrasporto (瞬間移動?, Shunkan idō) - File 633. I tre tabù (3つのタブー?, Mittsu no tabū) - File 634. Zero - File 635. Il rogo (燃える?, Moeru) - File 636. La miccia (火種?, Hidane) - File 637. Le scintille (バチバチ?, Bachibachi) - File 638. Gli aerei di carta (紙飛行機?, Kami hikōki) - File 639. I messaggi (メッセージ?, Messēji) - File 640. Il salvataggio (レスキュー?, Rescue (resukyū)) - File 641. La distruzione (隠滅?, Inmetsu) |                        |                 |                        |
| 61 | Trama Ran e Sonoko conoscono Okiya, il quale aiuta le ragazze a risolvere un caso di rapimento. A fine caso, tuttavia, lo si vede sorseggiare del bourbon, cosa che alimenta i sospetti sulla sua vera identità. |                        |                 |                        |
| 62 | 11 agosto 2008 | ISBN 978-4-09-121464-5 | 4 aprile 2010   | ISBN 978-88-6920-667-2 |
| 62 | Capitoli - File 642. Una falsa amicizia (偽りの友情?, Itsuwari no yūjō) - File 643. Le ali di Icaro (イカロスの翼?, Ikarosu no tsubasa) - File 644. La controtecnica (返し技?, Kaeshi waza) - File 645. Un errore fortunato (ケガの功名?, Kega no kōmyō) - File 646. Il villaggio dell'odio (憎悪の村?, Zōo no mura) - File 647. La memoria perduta (失われた記憶?, Ushinawareta kioku) - File 648. L'omicidio commesso da Shinichi Kudo (工藤新一の殺人?, Kudō Shin'ichi no satsujin) - File 649. Il grande Shiragami (死羅神様?, Shiragami-sama) - File 650. Lacrime incessanti (止まらぬ涙?, Tomara nu namida) - File 651. La vera natura (正体?, Shōtai) - File 652. Le cose che voglio chiedergli (ホントに聞きたいコト?, Honto ni kikitai koto) |                        |                 |                        |
| 62 | Trama Conan prende, per sbaglio, al posto di una pasticca per la gola, l'antidoto per l'APTX4869 ancora in fase di sperimentazione, ridiventando Shinichi, ma perdendo la memoria. Ai avverte Heiji che l'antidoto dovrebbe durare ventiquattro ore e che deve assolutamente portarlo da lei prima della fine dell'effetto. Durante il caso si scopre che lo smemorato non è Shinichi ma uno travestito da lui, il vero compare per risolvere il caso e alla fine si sente male di fronte a Ran. Grazie all'aiuto di Ai e di Agasa, Conan prende un'altra volta l'antidoto, tornando così Shinichi senza far insospettire Ran. |                        |                 |                        |
| 63 | 7 novembre 2008 | ISBN 978-4-09-121513-0 | 4 giugno 2010   | ISBN 978-88-6920-668-9 |
| 63 | Capitoli - File 653. La mia deduzione (オレの推理?, Ore no suiri) - File 654. Il frutto della deduzione (推理の答え?, Suiri no kotae) - File 655. L'arma del delitto che gira (回る凶器?, Mawaru kyōki) - File 656. Prendere di mira con precisione (狙い撃ち?, Nerai uchi) - File 657. Dov'è il veleno? (毒物のありか?, Dokubutsu no arika) - File 658. Cinghiale, cervo e farfalla (猪・鹿・蝶?, Ino shika chō) - File 659. Ottocentouno, shakuhachi ed articolo (八百一と尺八と一品?, Happyakuichi to shakuhachi to ippin) - File 660. L'obiettivo del campionato (選手権の目的?, Senshuken no mokuteki) - File 661. La strega d'argento (銀白の魔女?, Gin shiro no majo) - File 662. Una FD bianca (白のFD?, Shiro no Efu Dī) - File 663. La vera natura della strega (魔女の正体?, Majo no shōtai) |                        |                 |                        |
| 63 | Trama Questa volta l'antidoto però ha una durata minore rispetto alla precedente, in quanto ogni volta il corpo di Shinichi sviluppa gli anticorpi. Shinichi inizia quindi a sentirsi male durante un caso di omicidio, e Ran sta per scoprire la sua identità. Ma grazie ad Ai, che addormenta Ran con l'orologio anestetico, Shinichi torna Conan senza farla insospettire. |                        |                 |                        |
| 64 | 3 aprile 2009 | ISBN 978-4-09-121892-6 | 4 agosto 2010   | ISBN 978-88-6920-669-6 |
| 64 | Capitoli - File 664. Il faraglione dell'unicorno (一角岩?, Ikkaku iwa) - File 665. Saba, koi, tai, hirame (サバ・コイ・タイ・ヒラメ?, Saba.Koi.Tai.Hirame) - File 666. Un'aura minacciosa (殺気?, Sakki) - File 667. Una ferita (傷?, Kizu) - File 668. Il ragazzo dei ricordi (思い出の少年?, Omoide no shōnen) - File 669. Gari-kun (ガリ君?, Gari kun) - File 670. L'uomo che fischietta (口笛の男?, Kuchibue no otoko) - File 671. Il collegamento (つながり?, Tsunagari) - File 672. ESWN - File 673. Uno schema frequente (よくあるパターン?, Yoku aru patān) - File 674. Il cane procione di ferro (鉄狸?, Tetsu tanuki) |                        |                 |                        |
| 64 | Trama Okiya e i Detective Boys sono impegnati a risolvere un caso di omicidio su un'isola e Ai avverte nuovamente che potrebbe essere un membro dell'organizzazione, ma Conan le dice che è tutto a posto e che probabilmente è solo una sua sensazione. Alla fine del caso, Ai posa le mani sulle spalle di Conan pensando fra sé e sé: "Come immaginavo, lui è...". |                        |                 |                        |
| 65 | 18 agosto 2009 | ISBN 978-4-09-121717-2 | 13 ottobre 2010 | ISBN 978-88-6920-670-2 |
| 65 | Capitoli - File 675. L'intruso (潜伏?, Senpuku) - File 676. L'apertura della serratura (解錠?, Kai jō) - File 677. L'uomo legato dal destino (運命の人?, Unmei no hito) - File 678. La trappola (罠?, Wana) - File 679. Turbamento d'animo (揺れる心?, Yureru kokoro) - File 680. Una coppia pericolosa (危険な2人連れ?, Kiken na ni nin dure) - File 681. Il pestaggio (半殺し?, Hangoroshi) - File 682. La parete rossa (赤い壁?, Akai kabe) - File 683. In pugno (掌中?, Shōchū) - File 684. Kongming morto (死せる孔明?, Shi seru kōmei) - File 685. Zhongda vivo (生ける仲達を走らす?, Ikeru naka tachi o hashirasu) |                        |                 |                        |
| 65 | Trama Durante una rapina in banca dove vengono coinvolti Jodie e i Detective Boys, compare un individuo molto simile a Shuichi, un tipo silenzioso con la cicatrice di una bruciatura sulla parte destra del volto. Alla fine del caso, il presunto Akai salva Conan da uno dei rapitori, sparisce poco dopo averlo salvato e non si sa se è veramente lui l'agente dell'FBI ucciso da Kir. Jodie non dice ai colleghi di averlo visto. |                        |                 |                        |
| 66 | 18 novembre 2009 | ISBN 978-4-09-122048-6 | 9 dicembre 2010 | ISBN 978-88-6920-671-9 |
| 66 | Capitoli - File 686. Un'ottima esca (絶妙好餌?, Zetsumyou kōji) - File 687. Il ricordo (思い出?, Omoide) - File 688. Cadono i fiori di ciliegio (サクラチル?, Sakurachiru) - File 689. Fioriscono i ciliegi (サクラサク?, Sakura saku) - File 690. Il magazzino infestato da uno spettro (もののけ倉?, Mono noke kura) - File 691. Conan VS Detective Boys (コナンVS探偵団?, Konan bāsasu Tanteidan) - File 692. Il segreto del magazzino (倉の秘密?, Kura no himitsu) - File 693. Operazione "Riprendiamo il portafortuna!" (お守り奪還作戦?, Omamori dakkan sakusen) - File 694. La partita misteriosa (最高の試合?, Saikō no shiai) - File 695. La cattiveria (意地悪?, Ijiwaru) - File 696. Gothic lolita (ゴスロリ?, Gosurori) |                        |                 |                        |
| 67 | 18 febbraio 2010 | ISBN 978-4-09-122146-9 | 9 febbraio 2011 | ISBN 978-88-6920-672-6 |
| 67 | Capitoli - File 697. Uno stile eccentrico (呪いのファッション!??, Noroi no fasshon!?) - File 698. Una cosa incerta e fragile (不確かでもろい物?, Futashika de moroi mono) - File 699. Ci sarà un domani (明日があるさ?, Ashita ga aru sa) - File 700. Una zona pericolosa (危険なエリア?, Kiken na eria) - File 701. Il rosso ed il tredici (赤と13の暗示?, Aka to jūsan no anji) - File 702. L'obiettivo del dinamitardo (爆弾犯の狙い?, Bakudan han no nerai) - File 703. La verità in mezzo a una bufera di neve (吹雪の中の真実?, Fubuki no naka no shinjitsu) - File 704. Lotta silenziosa (静かなる戦い?, Shizuka naru tatakai) - File 705. L'amore della maestra Kobayashi (小林先生の恋?, Kobayashi sensei no koi) - File 706. Il malinteso della maestra (小林先生の誤解?, Kobayashi sensei no gokai) - File 707. La ragazza dei fiori di ciliegio (桜の少女は??, Sakura no shōjo ha?) |                        |                 |                        |
| 67 | Trama Conan viene a sapere dai Detective Boys che nella banca in cui è avvenuta la rapina si trovava un uomo somigliante ad Akai. Vodka informa Gin riguardo a un avvistamento di Akai nella zona di Beika durante il caso della rapina in banca, e decide di andare a controllare di persona e convocare Rena poiché nel caso si scoprisse che Akai è vivo lei verrebbe uccisa all'istante. La vicenda si svolge in un centro commerciale di Beika, dove Jodie è andata a indagare sul presunto Shuichi Akai perché durante il caso della rapina lo aveva visto indossare un cappellino venduto solo lì. Con lei c'è l'agente Camel, che però non conosce il motivo per cui Jodie è lì. Camel incrocia però il sosia di Akai mentre è nel bagno e Jodie trova invece un biglietto che l'avverte di andare via da quella zona perché ritenuta pericolosa e si convince che è stato Akai a scriverlo. L'organizzazione è appostata all'esterno e dai dialoghi tra Gin, Vodka e Kir si scopre anche che Bourbon lavora in modo molto simile a Vermouth, cioè in assoluta segretezza, e che il suo odio per Shuichi Akai è forse più forte persino di quello di Gin; inoltre Bourbon non crede alla morte di Akai, affermando di essere l'unico in grado di ucciderlo. In quello stesso centro commerciale, dove si trovano anche il presunto Shuichi Akai e Subaru Okiya, a Conan si presenta un altro caso. Nel frattempo Okiya vede tra la folla l'Akai con la cicatrice, il quale sentendosi osservato si volta improvvisamente, ma Okiya si è nascosto e sorride misteriosamente. Subito dopo Okiya si reca vicino a una finestra e si accorge della presenza dell'organizzazione, sorridendo ancora una volta. Una volta risolto il caso, Conan cerca l'uomo che somiglia ad Akai che aveva inviato un'e-mail a Kogoro con la sua deduzione sul caso dal cellulare di un altro cliente, ma viene fermato da Jodie e Camel. La donna si mette all'inseguimento del presunto Shuichi Akai che sta uscendo dall'edificio ma viene fatta cadere a terra da Okiya; intanto Akai diventa bersaglio di Chianti che cerca di colpirlo, ma quando è pronta vede che lui le sorride e va nel panico, sicché, un attimo dopo, Akai sparisce. Fuori dal grande magazzino Conan, Kogoro e Ran incontrano Okiya (per Kogoro è la prima volta), che afferma che "un branco di stupidi lupi ha fallito" e che si trovava lì perché aveva visto un uomo che conosce nelle riprese del telegiornale sulla rapina alla Teito Bank, vicina a quel luogo, e sperava di incontrarlo, ma siccome lo conosce bene, ha visto che si tratta di qualcuno che gli somiglia. |                        |                 |                        |
| 68 | 18 maggio 2010 | ISBN 978-4-09-122290-9 | 7 aprile 2011   | ISBN 978-88-6920-673-3 |
| 68 | Capitoli - File 708. Ciliegi in piena fioritura (桜、満開?, Sakura, mankai) - File 709. La disgrazia di Eri Kisaki (妃英里の災難?, Kisaki Eri no sainan) - File 710. Buttare giù e risollevare (落として上げる??, Oto shite ageru?) - File 711. Il miglior compleanno (最高の誕生日?, Saikō no tanjōbi) - File 712. Seiryu (紺碧のドラゴン?, Konpeki no doragon) - File 713. Suzaku (朱雀?, Sujaku) - File 714. Byakko (白虎?, Byakko) - File 715. Genbu (玄武?, Genbu) - File 716. La fiera del gallo (鳥の市?, Tori no ichi) - File 717. La scimmia ed il nove (猿と９?, Saru to kyū) - File 718. L'ingenuità (天真爛漫?, Tenshinranman) |                        |                 |                        |
| 69 | 18 agosto 2010 | ISBN 978-4-09-122500-9 | 9 giugno 2011   | ISBN 978-88-6920-674-0 |
| 69 | Capitoli - File 719. Richiesta dal fondo di uno stagno (沼底からの依頼?, Numazoko kara no irai) - File 720. La maledizione del kappa (河童の呪い?, Kappa no noroi) - File 721. La vera natura del kappa (河童の正体?, Kappa no shōtai) - File 722. Omicidio in mezzo al vapore (湯けむりの殺人?, Yukemuri no satsujin) - File 723. La stanza chiusa sul lago (湖上の密室?, Kojō no misshitsu) - File 724. Occhio per occhio (目には目を?, Me ni wa me o) - File 725. Omicidio nel White Day (ホワイトデーの殺人?, Howaito Dē no satsujin) - File 726. Un trucco miracoloso (ミラクルなトリック?, Mirakuru na torikku) - File 727. Happy White Day (ハッピーホワイトデー?, Happii Howaito Dē) - File 728. L'aria sulla quarta corda (Ｇ線上のアリア?, Jī senjō no aria) - File 729. Il genio (天才?, Tensai) |                        |                 |                        |
| 70 | 18 novembre 2010 | ISBN 978-4-09-122658-7 | 8 agosto 2011   | ISBN 978-88-6920-675-7 |
| 70 | Capitoli - File 730. Il segreto del diario (日記の秘密?, Nikki no himitsu) - File 731. Ryoma (龍馬?, Ryōma) - File 732. Sfondamento (突破?, Toppa) - File 733. Il bucato (洗濯?, Sentaku) - File 734. Il cane demoniaco (魔犬?, Ma inu) - File 735. Lo spettro vendicativo (怨霊?, Onryō) - File 736. La famiglia Inubushi (犬伏家?, Inubushi ka) - File 737. La pallina (玉?, Tama) - File 738. Le orme (足跡?, Ashiato) - File 739. La principessa (姫?, Hime) - File 740. Gli otto doveri mortali (仁義八行?, Jingi hakkō) |                        |                 |                        |

## Volumi 71-80
| 71 | 18 febbraio 2011 | ISBN 978-4-09-122780-5 | 12 ottobre 2011  | ISBN 978-88-6920-705-1 |
| 71 | Capitoli - File 741. Il VHS pieno di ricordi (思い出のVHS?, Omoide no bui-eichi-esu) - File 742. Il messaggio trasmesso dopo 13 anni (13年越しの想い?, Jū-san nen goshi no messēji) - File 743. Un allievo di Holmes (名探偵の弟子?, Hōmuzu no deshi) - File 744. L'apocalisse (黙示録?, Mokushiroku) - File 745. Love è zero (ラブは0?, Rabu wa zero) - File 746. Chiedetelo a Holmes (ホームズに聞け?, Hōmuzu ni kike) - File 747. Il codice segreto di Holmes (ホームズの暗号?, Hōmuzu no angō) - File 748. Un'altra A (もう1つのA?, Mō hitotsu no ei) - File 749. Un messaggio da parte della regina (女王からのメッセージ?, Joō kara no messēji) - File 750. Il vero bersaglio (真の標的（ターゲット）?, Shin no target (tāgetto)) - File 751. Il vero valore della regina (女王の真価?, Joō no shinka) |                        |                  |                        |
| 71 | Trama Conan, Kogoro, Ran e Agasa vengono invitati per un viaggio a Londra. Conan è costretto a riutilizzare l'antidoto sperimentale per l'APTX 4869 e tornare Shinichi, dato che non può passare la frontiera con una falsa identità, e per non farsi scoprire da Ran non sale sul suo stesso volo, ma su un altro insieme ad Agasa. |                        |                  |                        |
| 72 | 17 giugno 2011 | ISBN 978-4-09-122898-7 | 7 dicembre 2011  | ISBN 978-88-6920-706-8 |
| 72 | Capitoli - File 752. Un caso difficile e complicato (厄介な難事件?, Yakkai na nanjiken) - File 753. C'è una persona da salvare (要救助者?, Yōkyūjosha) - File 754. Il nascondino pericoloso (危険なかくれんぼ?, Kiken na kakurenbo) - File 755. I codici di comunicazione (通話コード?, Fūwa kōdo) - File 756. Un modo di morire pericoloso (ヤバイ死に様?, Yabai shini zama) - File 757. Il cadavere che si muove (動く死体?, Ugoku shitai) - File 758. Le gambe finte (偽りの足?, Itsuwari no ashi) - File 759. Il ragazzo che grida "al lupo!" (オオカミ少年?, Ookami shōnen) - File 760. Il granchio peloso del lago Suwa (諏訪湖の毛ガニ?, Suwa-ko no kegani) - File 761. La verità delle carte da gioco giapponesi (カルタの真実?, Karuta no shinjitsu) - File 762. Il guardiano del tempo (時の番人?, Toki no bannin) |                        |                  |                        |
| 72 | Trama A Londra, Conan sta per essere scoperto da Ran, perciò è costretto a usare l'antidoto dell'APTX4869 che gli doveva servire per il viaggio di ritorno. Solo grazie all'intervento di Yusaku e Yukiko, incaricati da Ai, Conan riuscirà a ottenere una seconda pillola per il viaggio di ritorno. Si viene a sapere che, durante l'incontro con Ran, Shinichi le ha "dichiarato" i suoi sentimenti. In seguito, Subaru Okiya soccorre i Detective Boys e il dottor Agasa in un palazzo abbandonato. In questo caso, l'uomo utilizza la funzione di ricerca degli occhiali di Conan nonostante non siano mai stati usati davanti a lui. |                        |                  |                        |
| 73 | 16 settembre 2011 | ISBN 978-4-09-123235-9 | 11 aprile 2012   | ISBN 978-88-6920-707-5 |
| 73 | Capitoli - File 763. Il fantasma del tempo (時の亡霊?, Toki no bōrei) - File 764. Il dominatore del tempo (時の支配者?, Toki no shihaisha) - File 765. Ramen buoni da morire (死ぬほど美味いラーメン?, Shinu hodo umai rāmen) - File 766. Ramen e veleno (ラーメンと毒薬?, Rāmen to dokuyaku) - File 767. La verità attraverso gli occhiali (眼鏡越しの真実?, Megane goshi no shinjitsu) - File 768. Il Jeet Kune Do (截拳道?, Jī Kun Dō) - File 769. Un detective come questo ragazzino (ボイヤと同じ探偵?, Boiya to onaji tantei) - File 770. Deduzione avventata durante la sera (世良の迂闊な推理?, Sera no ukatsu na suiri) - File 771. Dimmi cos'hai scoperto! (名推理を聞かせろ!?, Meisuiri o kikasero!) - File 772. La regola dei soprannomi (あだ名の法則?, Adana no hōsoku) - File 773. Ora è possibile sparare! (狙撃可能!?, Sogeki kanō!) |                        |                  |                        |
| 73 | Trama Ran e Sonoko incontrano Masumi Sera. Inizialmente Masumi viene scambiata per un maschio. Masumi afferma di essere un detective e dimostra di saper usare l'arte marziale del Jeet Kune Do. Masumi sembra sbagliare volontariamente una deduzione riguardo a un caso per poter osservare il comportamento di Conan e pare essere interessata a Shinichi. La ragazza si trasferisce nella classe di Ran e Sonoko. In seguito, Sera viene presa in ostaggio da un malintenzionato insieme a Ran e Kogoro nell'ufficio dell'agenzia investigativa. Nonostante la situazione, Sera e Ran riescono a disarmare l'attentatore. Conan, per liberare gli ostaggi, decide di risolvere il caso utilizzando la voce di Shinichi Kudo attraverso il cellulare di Ran. |                        |                  |                        |
| 74 | 14 dicembre 2011 | ISBN 978-4-09-123428-5 | 9 agosto 2012    | ISBN 978-88-6920-708-2 |
| 74 | Capitoli - File 774. Un libro impossibile da sfogliare (ページをめくれない本?, Pēji o mekurenai hon) - File 775. Il sito dei video (動画サイト?, Dōga saito) - File 776. Un vaso e un gatto (壺と猫?, Tsubo to neko) - File 777. Le tracce di Ayumi (歩美の痕跡?, Ayumi no konseki) - File 778. Qual è il miglior detective? (どっちが名探偵なんだ??, Docchi ga meitantei nanda?) - File 779. Abe-chan (阿部ちゃん?, Abe-chan) - File 780. La cucina magica (魔法の料理?, Mahō no ryōri) - File 781. Eye (EYE?) - File 782. Il baumkuchen (バームクーヘン?, Bāmukūhen) - File 783. Crazy Diamonds (菱形と菱形?, Hishigata to hishigata) - File 784. La promessa durante un'ispezione (誓いの実況見分?, Chikai no jikkyō kenbun) |                        |                  |                        |
| 74 | Trama Grazie all'intervento della polizia, gli ostaggi vengono liberati. Sera incontra i Detective Boys di fronte alla casa di Agasa; mentre sta parlando con loro riguardo a un'apparizione di Ai in un filmato trovato su internet, la ragazza si accorge di alcuni spostamenti sospetti vicino alla finestra dell'abitazione di Shinichi che, in teoria, dovrebbe essere vuota. I ragazzi le spiegano che ora la casa è abitata e Sera alza gli occhi verso la finestra dalla quale Okiya la sta osservando. Quest'ultimo ha piazzato delle microspie in casa di Agasa che gli consentono di ascoltare alcune conversazioni tra Ai e Conan riguardanti l'organizzazione. Si vede poi Sera nella sua camera d'albergo intenta a eliminare uno screenshot, preso da un video pubblicato da Agasa su internet, nel quale si può notare il riflesso di Ai negli occhiali del professor Agasa, dicendo che se fosse solo un'immagine nel PC, sarebbe facile eliminarla. In seguito Heiji Hattori e Andre Camel fanno la sua conoscenza. Camel ha la sensazione di averla già incontrata da qualche parte, ma non riesce a ricordare dove; per questo invia una sua foto scattata di nascosto con il cellulare a Jodie e James Black. Jodie la vede e scambia Sera per un ragazzo che non le sembra di aver mai visto; James invece capisce a una prima occhiata che Sera è una ragazza, ma anche lui afferma di non riconoscerla. Camel rivela che anche lui l'aveva scambiata per un maschio. Grazie all'incontro con l'agente Camel, Sera viene quindi a conoscenza del fatto che l'FBI si trova in Giappone e sembra piuttosto interessata al riguardo. |                        |                  |                        |
| 75 | 14 aprile 2012 | ISBN 978-4-09-123619-7 | 6 dicembre 2012  | ISBN 978-88-6920-709-9 |
| 75 | Capitoli - File 785. La confessione scritta (奥様の告白文?, Oku-sama no kokuhakubun) - File 786. Illusioni ottiche per madre e figlio (親子の間の錯視?, Oyako no aida no sakushi) - File 787. Il signor Kogoro è una brava persona (小五郎さんはいい人?, Kogorō-san wa ii hito) - File 788. Il vero Kogoro l'addormentato (本物の眠りの小五郎?, Honmono no nemuri no Kogorō) - File 789. La brillante deduzione del falso Kogoro (偽小五郎の名推理?, Nise Kogorō no meisuiri) - File 790. Il primo amore dell'agente Chiba (千葉刑事の初恋の人?, Chiba keiji no hatsukoi no hito) - File 791. Non se lo ricorda? (覚えてませんか??, Oboetemasen ka?) - File 792. Chi sei? (君ってもしかして･･･?, Kimitte moshikashite...) - File 793. Private Eye (プライベートアイ?, Puraibēto Ai) - File 794. Genoma (遺伝子情報（ゲノム）?, Genomu) - File 795. Il destino che l'ha riportata tra le fiamme (炎へと回帰する運命?, Honō e to kaiki suru unmei) |                        |                  |                        |
| 75 | Trama Compare un detective di nome Tooru Amuro. Dopo aver assistito allo show di deduzioni di Kogoro, Amuro si trasferisce a lavorare come cameriere al caffè Poirot e convince il detective a prenderlo come suo allievo. |                        |                  |                        |
| 76 | 18 giugno 2012 | ISBN 978-4-09-123738-5 | 10 aprile 2013   | ISBN 978-88-6920-710-5 |
| 76 | Capitoli - File 796. Appuntamento al Colombo (コロンボでの待ち合わせ?, Koronbo de no machiawase) - File 797. L'intreccio tra bugie e mistero (縒り合わせられた嘘と謎?, Yori awaserareta uso to nazo) - File 798. La notte dei detective (探偵たちの夜想曲（ノクターン）?, Tantei-tachi no yasōkyoku (nokutān)) - File 799. La curiosità di un bambino e lo spirito di ricerca di un detective (子供の好奇心と探偵の探究心?, Kodomo no kōkishin to tantei no tankyūshin) - File 800. Pensieri intrecciati come cavalcavia (立体交差の思惑?, Rittai kōsa no omowaku) - File 801. La persona che non ride mai (全然笑わない人?, Zenzen warawanai hito) - File 802. Non fare quella faccia! (そんな顔をするな･･･?, Sonna kao o suru na...) - File 803. La conclusione del malinteso (曲解の結末?, Kyokkai no ketsumatsu) - File 804. Il regalo dall'agente Takagi (高木刑事からの贈り物?, Takagi keiji kara no okurimono) - File 805. I Wataru Brothers (ワタル・ブラザーズ?, Wataru Brothers (Wataru Burazāzu)) - File 806. Il simbolo del sole ereditato (継承された旭影?, Keishōsareta kyokuei) |                        |                  |                        |
| 76 | Trama Conan viene rapito da una presunta assassina e Amuro, Kogoro, Ran, Sera, Okiya, Ai e Agasa si mettono all'opera per salvarlo. Vermouth chiama Bourbon affermando che quest'ultimo le ha fatto una promessa: i cellulari di Okiya, Sera e Amuro suonano in contemporanea. Tutti e tre stanno ascoltando una conversazione ed è probabile che uno di loro sia l'interlocutore della donna. Alcuni giorni dopo, Conan pensa che Ai abbia iniziato a fidarsi di Okiya, ma lei, ricordando la frase "Non fare quella faccia!" pronunciata da lui, dice che non è vero: la ragazza infatti aveva sentito quella frase pronunciata con lo stesso tono da Dai Moroboshi: ciò significa che Ai conosceva Shuichi Akai quando era infiltrato nell'organizzazione e sapeva che era il fidanzato di sua sorella, ma lo pensa solo fra sé e sé senza dirlo a Conan. Nel frattempo, Sera vede il sosia di Akai nei pressi dell'agenzia investigativa e tenta invano di raggiungerlo. Sera dice a Ran e Sonoko di voler conoscere Amuro e chiede loro informazioni su Ai. |                        |                  |                        |
| 77 | 18 settembre 2012 | ISBN 978-4-09-123806-1 | 8 agosto 2013    | ISBN 978-88-6420-618-9 |
| 77 | Capitoli - File 807. Il senpai più forte (最強の先輩?, Saikyō no senpai) - File 808. La tomba visitata in ritardo (遅くなった墓参り?, Osoku natta hakamairi) - File 809. Una traccia della propria presenza in casa (部屋にいた痕跡?, Heya ni ita konseki) - File 810. La schiuma, il vapore e il fumo (泡、蒸気と煙?, Awa, jōki to kemuri) - File 811. I ferri del mestiere (商売道具?, Shōbai dōgu) - File 812. Un caso irrisolto di Yusaku Kudo (工藤優作の未解決事件?, Kudō Yūsaku no mikaiketsu jiken) - File 813. Kinichi (金一君?, Kin'ichi-kun) - File 814. Tu sei Conan, vero? (コナン君だよね??, Konan-kun dayo ne?) - File 815. La propria posizione (自分の領分?, Jibun no ryōbun) - File 816. Fumo segnaletico in un momento di difficoltà (窮地の烽煙?, Kyūchi no hōen) - File 817. L'ombra solitaria sotto la luce (灯下の孤影?, Tōka no koei) |                        |                  |                        |
| 77 | Trama In un flashback si vede Wataru Date, il mentore di Takagi, parlare con quest'ultimo di un uomo che era più bravo di lui all'accademia di polizia e di cui ha poi perso le tracce. Dopo che Takagi si è recato sulla tomba di Date, si vede Amuro allontanarsi da essa e cancellare un messaggio di Date in cui quest'ultimo gli chiedeva di farsi vivo. Amuro ha lasciato un'offerta sulla sua tomba e pensa a lui definendolo "amico mio". Ai sembra iniziare a fidarsi di Okiya, e per la prima volta i due rimangono soli: questa per provocarlo gli chiede perché non la carica sulla sua macchina con la forza, e lui le risponde che non farebbe mai una cosa così grezza e pensa "devo mantenere la promessa fatta a lei". Poi Ai si accorge che Okiya non si scopre mai il collo, quindi cerca qualcosa sotto la sua sciarpa mentre lui dorme in auto, ma viene interrotta dallo stesso Okiya che le afferra la mano e le dice "da qui in poi è territorio privato". Avviene poi il primo incontro fra Okiya e Sera in casa Kudo. Sera rimane a bocca aperta vedendolo, mentre Okiya sembra voler evitare di parlare davanti a lei come se non volesse farle sentire la sua voce, approfittando del fatto che in quel momento si stava lavando i denti nel bagno. Non appena Sera, Ran e Sonoko cambiano stanza, Okiya tira fuori un pettine che stava tenendo nascosto nella manica della sua giacca a vento. Sera trova nella cucina alcune tracce che sembrano dimostrare che una donna sia stata in quella casa poco tempo prima e dice che probabilmente è stato Subaru a portarla lì, dato che non si presentano né Yukiko né Shinichi da molto tempo. I ragazzi cercano di risolvere un caso e Okiya propone di chiamare Kinichi (il nome fasullo che Ran aveva inventato per evitare di parlare di Shinichi in sua presenza, su richiesta dello stesso Shinichi) ma, data la presenza di Sera, l'inganno viene subito svelato e Ran è costretta a dirgli che lo Shinichi che vive lì non è altri che il detective di cui aveva parlato. Okiya però rivela di aver creduto alla bugia anche perché aveva sentito dire che il detective liceale aveva perso la vita. Sera gli dice che ha avuto contatti con Shinichi per telefono e Ran deve scusarsi con Okiya, ammettendo che Shinichi le aveva chiesto di non parlare di lui con Okiya e chiede sempre di tenere nascosta la sua partecipazione alle indagini. Ran telefona a Shinichi e quindi Conan è costretto a nascondersi nel bagno per usare la voce di Shinichi con il modulatore vocale a forma di papillon e parlare con Ran, ma si può vedere Okiya spiarlo e pensare "dunque le cose stanno così". Sera si accorge poi che Conan ha lasciato un papillon attaccato al telefono. Alla fine del caso vediamo Sera tornare a casa con le lacrime agli occhi poiché le "dispiace" di essere "cattivo" (continua a parlare di sé al maschile). Giorni dopo, i Detective Boys si recano in campeggio mentre Ran e Kogoro sono al Poirot e vengono serviti da Amuro, il quale ha una strana reazione quando Sera telefona a Ran chiedendole dove si sia diretto Conan. Mentre sono diretti al campeggio Conan scopre che Ai possiede un antidoto per l'APTX 4869 e vorrebbe usarlo, ma gli viene proibito dalla stessa Ai, che è stufa di vederlo utilizzare il farmaco a sproposito. Conan e Agasa incontrano Sera mentre sono al supermercato e lei si unisce a loro, mentre Ai e i Detective Boys assistono alla sepoltura di un cadavere da parte di un assassino, che li insegue nel bosco; i bambini sono costretti a rinchiudersi in una capanna, la quale si rivela essere la scena primaria del delitto. L'assassino decide di dare fuoco alla capanna per sbarazzarsi di loro, ma i Detective Boys sono convinti che Conan noterà il fumo e verrà a salvarli. Questo accade ma il fumo viene scambiato per l'accampamento di alcuni turisti, perciò i ragazzi hanno perso ogni speranza, soprattutto rendendosi conto che Ayumi sta per morire asfissiata. Improvvisamente però la porta dell'unica stanza della capanna si apre e con le fiamme alle spalle esce fuori una donna con un'ascia insanguinata in mano: la donna è Shiho, ovvero Ai che ha assunto la pasticca ed è tornata adulta per salvare i suoi amici dall'incendio. La ragazza viene filmata di nascosto con il cellulare da Mitsuhiko poiché i ragazzi voglio inviare un video al detective Kogoro per scoprire chi sia la donna che li ha portati in salvo, ma Sera gli chiede prima di poterlo vedere. Il ragazzino glielo mostra e Sera sembra scioccata. Conan corre nel bosco cercando disperatamente Shiho e urlando il suo nome quando improvvisamente la ragazza, nascosta dietro un albero, gli fa lo sgambetto rimproverandolo di essere arrivato tardi. Nell'attesa che l'effetto dell'antidoto svanisca Conan le dice di nascondersi in una tenda. La notte stessa in agenzia Ran e Kogoro stanno cenando e parlando dell'accaduto ai Detective Boys quando Ran sente dei rumori provenire dalle scale del piano di sotto, ma il padre la rassicura dicendole che si tratta del forte vento. La scena si sposta nell'ufficio completamente in ombra nel quale si vede che qualcuno si è intrufolato di nascosto: è Amuro con indosso una tuta, un cappello e dei guanti che sta accedendo al computer di Kogoro per vedere il filmato inviato dai Detective Boys, inserendo la password che giorni prima si era ingegnosamente fatto rivelare da Kogoro, ma non appena il video parte Amuro sembra non credere ai suoi occhi nel vedere Shiho e ingrandisce nella sua mano, la quale mostra l'anello che vale da pass per accedere al Bell Tree Express, un treno che partirà la settimana successiva, intuendo quindi che la ragazza si imbarcherà lì. A un certo punto però Amuro si accorge che il computer sta subendo un hackeraggio e il ragazzo si domanda chi ci sia dietro. L'ultima scena mostra la casa di Shinichi, nella quale Okiya è seduto a una scrivania circondato da tre computer e sta sorseggiando del Bourbon con aria compiaciuta. |                        |                  |                        |
| 78 | 18 dicembre 2012 | ISBN 978-4-09-124031-6 | 12 dicembre 2013 | ISBN 978-88-6420-872-5 |
| 78 | Capitoli - File 818. Mystery Train: La partenza (ミステリートレイン（発車）?, Misuterī torein (hassha)) - File 819. Mystery Train: Il tunnel (ミステリートレイン（隧道）?, Misuterī torein (zuidō)) - File 820. Mystery Train: La prima classe (ミステリートレイン（一等）?, Misuterī torein (ittō)) - File 821. Mystery Train: Incrociarsi (ミステリートレイン（交差）?, Misuterī torein (kōsa)) - File 822. Mystery Train: Il blocco (ミステリートレイン（遮断）?, Misuterī torein (shadan)) - File 823. Mystery Train: Il fumo di scarico (ミステリートレイン（排煙）?, Misuterī torein (haien)) - File 824. Mystery Train: La stazione finale (ミステリートレイン（終点）?, Misuterī torein (shūten)) - File 825. Lo special coach (スペシャルコーチ?, Supesharu kōchi) - File 826. La chiave scomparsa della stanza chiusa (消えた密室の鍵?, Kieta misshitsu no kagi) - File 827. La chiave per risolvere il mistero (謎解きの鍵?, Nazotoki no kagi) - File 828. La schiuma (泡沫?, Hōmatsu) |                        |                  |                        |
| 78 | Trama Vermouth riferisce a Gin le informazioni di Bourbon secondo le quali Sherry si sarebbe nascosta nelle montagne di Gunma e viaggerà sul Mystery Train e gli chiede di non interferire prima che il mezzo arrivi a destinazione nella città di Nagoya. Vermouth ripensa alla promessa fatta a Conan di non uccidere Sherry, ma giustifica il suo gesto come lavoro di Bourbon, affermando che lei è l'unica persona che non deve rimanere in questo mondo. Il giorno seguente, alla stazione, Conan, Ran, Sonoko, Agasa, Ai e i Detective Boys scoprono che lo zio di Sonoko è il proprietario del treno, sul quale si svolgerà un finto omicidio come gioco. Jirokichi ha annunciato che il mese successivo verrà effettuata una corsa speciale del treno allo scopo di attirare Kaito Kid. Ai si accorge che tra i viaggiatori è presente anche Masumi Sera e istintivamente si copre il volto con il cappuccio della giacca. Il treno parte e Ai si paralizza immediatamente perché ha avvertito la presenza dell'Akai con la cicatrice. Ai ha la sensazione che quell'uomo sia Dai Moroboshi, ma non capisce come mai abbia una bruciatura sul volto. Poco dopo i giovani detective si recano nella cabina delle ragazze e Sera riesce finalmente a parlare con Ai. La ragazza le dice che vorrebbe parlare con lei almeno una volta e Ai è terrorizzata, avendo l'impressione che Sera assomigli a qualcuno. Improvvisamente, Sera si accorge di essere spiata, ma l'Akai con la cicatrice si nasconde prima di essere scoperto. Conan riceve un messaggio che lo lascia sconvolto e grida ai ragazzi di tornare nella loro cabina e giustifica la sua reazione dicendo che si è verificato un omicidio a bordo, cosa che è realmente successa, e l'assassino potrebbe essere nei dintorni. Ran, Sonoko e i Detective Boys si recano in cabina e Ai è sempre più terrorizzata quando incrocia l'Akai con la cicatrice che la fissa negli occhi. Anche Tooru Amuro appare di fronte a Ran e Sonoko e si mette a parlare con loro, mentre Ai è ancora nascosta dietro Ran. La porta della cabina più vicina a loro è aperta e Subaru Okiya li sta spiando; non appena chiude la porta si nota che insieme a lui vi è anche una donna con il volto nascosto da un cappello impegnata a inviare un messaggio. Okiya le dice che la sorte è dalla loro parte. Nel frattempo, Mitsuhiko rivela ad Agasa di avere inviato il filmato del salvataggio a Kogoro; perciò, Ai si rende conto che, probabilmente, l'organizzazione è a bordo per ucciderla. Gin e Vodka sono in stazione e ricevono la conferma da parte di Vermouth di avere trovato Sherry a bordo. Gin immagina nuovamente Shiho nuda. Conan riceve un secondo messaggio e nasconde in fretta il cellulare quando Sera gli appare dietro chiedendogli cosa stesse facendo. Anche Ai riceve un messaggio, firmato da Vermouth, che le chiede "Ti sei rassegnata?". Ai con una scusa esce dalla cabina impedendo a Ran di seguirla; la ragazza si nasconde e ricorda il messaggio lasciato nelle audiocassette dalla madre Elena nel quale le confessò che lei e il marito stavano lavorando a un farmaco chiamato "Silver Bullet" e per questo dovevano separarsi dalle due figlie. Ai, sentendosi ormai con le spalle al muro, decide di prendere l'antidoto e farsi trovare adulta dall'organizzazione per evitare di coinvolgere anche gli altri. In quel momento, però, arriva Okiya, le dice che essendo "sua sorella" riesce a intuire le sue azioni e la invita a entrare nella "sua area", ma Ai fugge in lacrime poiché non vuole farsi ammazzare nel corpo di una bambina. Il treno percorre una galleria e Sera corre verso la sua cabina mentre viene spiata da Amuro che appena la vede invia un messaggio; la donna misteriosa incrocia il falso Akai nel corridoio e gli sussurra qualcosa all'orecchio che lo lascia stupito. A quel punto arriva Sera che affronta faccia a faccia l'uomo con la cicatrice chiedendogli insistentemente di rivelare la sua identità. Il falso Akai le sorride dicendole che è sempre la stessa e la chiama per nome. Sera, sorpresa e confusa, gli risponde "Shu... fratello mio!", facendo quindi capire che lei è la sorella di Akai. La ragazza è allibita nel trovarsi di fronte il fratello e dice che lo credeva morto, ma l'uomo risponde che voleva sapere proprio questo, la stordisce con un taser e subito dopo invia un messaggio nel quale scrive che l'ostacolo del piano è stato eliminato. Ran riceve da Ai un messaggio in cui dice di stare bene. Il falso Akai si reca poi a spiare la lista dei passeggeri dato che crede di aver visto una sua vecchia conoscenza a bordo; lo si vede, poi, intento a sentire la voce di Agasa con un trasmettitore e a gettare una valigia all'esterno del treno, quando la donna misteriosa appare alle sue spalle rivelandosi Yukiko e portando il falso Akai a togliersi la maschera: è Vermouth. Yukiko afferma di vedere per la prima volta il vero volto di Sharon Vineyard che prima fingeva di essere più vecchia, quindi le dice che la loro squadra è un passo avanti e che Sera è già stata portata al sicuro da un "ospite speciale"; subito dopo si vede Okiya stendere Sera su un divano e, quando la ragazza pronuncia nel sonno il nome "Shu", Okiya sorride. Yukiko continua a vantarsi poiché conosce il punto debole della sua vecchia amica Sharon, ovvero il fatto che la donna tenga segreto all'organizzazione che suo figlio e Shiho sono tornati piccoli a causa del farmaco; le chiede, quindi, se questo sia collegato al software che ha cercato a tutti i costi di ottenere dal programmatore informatico Itakura, che prima lavorava per gli effetti speciali nel cinema e aveva litigato con Sharon stessa, ma non se ne conosce ancora il motivo. Vermouth interrompe la conversazione e punta una pistola contro Yukiko rivelandole di avere capito il loro piano, di averlo già mandato all'aria e di essere a conoscenza di cosa ha in mente di fare Sherry: per questo, ha gettato dal finestrino una valigia con i trucchi con cui Yukiko voleva travestirsi da Sherry; la donna attiva dei fumogeni che seminano il panico a bordo del treno, nel quale si pensa sia scoppiato un incendio. I passeggeri sono costretti a correre verso i primi vagoni del treno mentre nel vagone 8, ormai rimasto deserto, in mezzo al fumo si scorge una figura correre e ansimare: è Shiho. Improvvisamente, si sente una voce che la riconosce come "figlia di Hell Angel": è Tooru Amuro, che dichiara di essere il membro dell'organizzazione conosciuto come Bourbon. Quest'ultimo dice a Shiho di aver conosciuto i suoi genitori e sua sorella Akemi, e la ragazza gli spiega che lo sapeva e aveva sentito parlare di lui come il rivale di Dai Moroboshi, l'ex-fidanzato della sorella. Bourbon le spiega che Dai era una talpa dell'FBI come sospettava, ma, non credendo che fosse morto, si è travestito da lui mostrandosi alle persone che lo conoscevano per osservare le loro reazioni, e così alla fine si è convinto: era quindi il falso Akai comparso prima, mentre questa volta Vermouth l'ha impersonato al suo posto. A un certo punto, Bourbon le punta contro una pistola e la spinge verso il vagone bagagli dove ha intenzione di addormentarla e di far saltare in aria il collegamento tra i due vagoni per separare il vagone bagagli e seguire le direttive del piano, secondo le quali l'organizzazione sta seguendo il treno in elicottero e la verrà a prendere: infatti, le rivela di volerla riportare dai suoi colleghi viva. Nello stesso tempo, Gin e Vodka parlano di come il treno sarà fatto esplodere una volta arrivato alla stazione di Nagoya, e Vodka afferma che Vermouth gli ha chiesto un po' di esplosivo. Shiho, infatti, alza un telo e scopre degli esplosivi che Bourbon non aveva previsto; infatti Vermouth, a differenza di Bourbon, vuole uccidere Shiho a ogni costo, e ha piazzato lì gli esplosivi per far esplodere il vagone dopo che è stato separato dal resto del treno in modo da evitare che il treno deragli e che altri passeggeri rimangano coinvolti. Shiho si chiude dentro il vagone bagagli e Bourbon la minaccia di passare alle maniere forti, ma, all'improvviso, si apre la porta alle sue spalle e dal fumo si intravede una misteriosa sagoma che lancia una granata esplosiva per separare i vagoni. Questa persona è Shuichi Akai, senza cicatrice, e indossa gli stessi vestiti di Okiya. Bourbon non riesce a vederlo bene ma ripensa a questa persona e sembra avere dei sospetti. La granata esplode, separa il vagone bagagli che a sua volta salta in aria a causa delle C4 di Vermouth, perciò Sherry sembra sia morta. Yukiko affacciandosi al finestrino e vedendo l'esplosione fa finta di essere scioccata e incredula ma non appena Vermouth esce dalla sua cabina si interrompe. Il treno si ferma alla stazione più vicina e i passeggeri vengono fatti scendere; Vermouth chiama Gin e lo informa della morte di Sherry, ma, chiusa la chiamata, ascolta i Detective Boys parlare con Agasa di come abbiano trovato Ai in una cabina vuota. Infatti, la ragazzina è addormentata sulle spalle di Agasa. Vermouth comprende, quindi, che Yukiko l'aveva previsto ma si chiede chi potesse essere, allora, la ragazza che è saltata in aria sotto gli occhi di Bourbon. Intanto Conan sta parlando al telefono con Kaito Kid, che sta fuggendo con il deltaplano: dopo che Conan aveva scoperto che lui e il suo complice si erano travestiti rispettivamente dalla cameriera di una vecchia signora e la signora stessa, gli ha chiesto, in cambio del suo silenzio riguardo al fatto che fossero presenti sul treno, di impersonare Shiho travestendosi e ripetendo quello che lei gli diceva con un trasmettitore, per poi fuggire con il deltaplano nascosto nel vagone pieno di esplosivi. Anche Vermouth sembra aver capito tutto. Nel frattempo, Ran restituisce a una Sera ancora confusa il cappello che ha trovato nel corridoio mentre Bourbon chiede a Vermouth se può visionare una seconda volta i file che riguardano la morte di Akai poiché ha intenzione di ricominciare da capo a "indagare su quel caso". Okiya sta osservando Bourbon e si vede per la prima volta uno dei suoi occhi: l'occhio è uguale a quello di Shuichi Akai. Una volta arrivati a casa di Agasa, Ai chiede ancora chi sia Okiya e Conan dice di fidarsi di lui; è convinto che Bourbon creda che Sherry sia morta e che non si farà più vedere. Trascorsi alcuni giorni dagli eventi del Mystery Train, Bourbon si ripresenta però su un campo da tennis dove sono presenti Conan, Ran, Sonoko e Kogoro, e dice che la settimana dopo tornerà a lavorare al caffè Poirot. Dopo che Bourbon ha aiutato Kogoro e Conan a risolvere un caso di omicidio e ha osservato Conan mentre stava per sparare un ago soporifero a Kogoro, Vermouth gli chiede per telefono quanto starà ancora vicino a Kogoro, dato che all'inizio pensava avesse a che fare con Sherry essendo coinvolto nel caso di Kir, ma ora non ce ne sarebbe più bisogno, dato che Sherry è morta, come Vermouth continua a fargli credere. Bourbon tuttavia afferma però che gli è sorto un grande interesse per Kogoro, pensando però a Conan. Sera indossa un cappello come quelli che porta di solito Akai, che Ran ha raccolto sul treno, e chiede alla stessa Ran se ha visto un uomo dalle sembianze del falso Akai indossarlo, ma lei non l'ha visto. |                        |                  |                        |
| 79 | 18 aprile 2013 | ISBN 978-4-09-124291-4 | 10 aprile 2014   | ISBN 978-88-6420-948-7 |
| 79 | Capitoli - File 829. Mimetismo (擬態?, Gitai) - File 830. La muta (脱皮?, Dappi) - File 831. Delitto in una stanza non realmente chiusa (情況的密室殺人?, Jōkyōteki misshitsu satsujin) - File 832. Due persone equivalgono a una (二人で一人前?, Futari de ichininmae) - File 833. Il trucco del professore (先生のトリック?, Sensei no trick (torikku)) - File 834. Il palazzo del vampiro (吸血鬼の館?, Kyūketsuki no yakata) - File 835. Il conte Dracula (ドラキュラ伯爵?, Dorakyura hakushaku) - File 836. Una fotografia spiritica (心霊写真?, Shinrei shashin) - File 837. La stanza dei barbari del sud (南蛮部屋?, Nanban beya) - File 838. Metà del fenomeno misterioso (怪奇現象の半分?, Kaiki genshō no hanbun) - File 839. Il movente di ciascuno (それぞれの動機?, Sorezore no dōki) |                        |                  |                        |
| 79 | Trama Sera continua a chiedere a Ran informazioni sul cappello, affermando che suo fratello maggiore portava spesso cappelli come quello, che sembra avere la stessa forma che il fratello dava al suo, anche se questo secondo lei è impossibile. |                        |                  |                        |
| 80 | 18 luglio 2013 | ISBN 978-4-09-124324-9 | 7 agosto 2014    | ISBN 978-88-6920-114-1 |
| 80 | Capitoli - File 840. Il piano dell'assassino (殺人鬼の計画?, Satsujinki no keikaku) - File 841. Pacchi non consegnati (未配達の荷物?, Mi haitatsu no nimotsu) - File 842. Il gatto corriere (猫の宅配便?, Neko no takuhaibin) - File 843. Un pacco da recapitare a casa Kudo (工藤様方宅配物?, Kudō-samakata takuhai-mono) - File 844. La frutta del giorno (本日のフルーツ?, Honjitsu no furūtsu) - File 845. La nostra competenza (ボクらの領域?, Bokura no ryōiki) - File 846. Il lucchetto magico (魔法の鍵?, Mahō no kagi) - File 847. Finché non li collezionerò tutti e sette (7つ揃うまで?, Nanatsu sorō made) - File 848. Il kimono preparato (用意した一着?, Yōi shita icchaku) - File 849. Una mossa brillante del taiko (太閤の手筋?, Taikō no tesuji) - File 850. L'obiettivo di Bourbon (バーボンの目的?, Bābon no mokuteki) |                        |                  |                        |
| 80 | Trama Conan, Ai e i Detective Boys rimangono rinchiusi nella cella frigorifera di un furgone insieme al corpo di un uomo, ucciso da uno dei camionisti. Conan cerca di far arrivare un messaggio in codice ad Amuro perché venga a salvarli. Temendo che Amuro non l'abbia trovato, ne invia un altro a Subaru. Entrambi contribuiscono a salvarli, ma, mentre Amuro non è al corrente dell'intervento di Okiya, quest'ultimo sembra osservare quello di Amuro dalla finestra. Nonostante Amuro abbia trovato il messaggio in codice, dice ai bambini che non l'ha trovato e che passava di lì per caso, e subito dopo riesce a capire qual è la casa del dottor Agasa. Nel caso successivo, Conan vuole fare una domanda a Sera di nascosto, ma viene interrotto. Nota poi che quando la ragazza sorride, le spunta un canino, e questo gli conferma i suoi sospetti di averla già vista da qualche parte. Quando Sera si allontana correndo, Ran ha sempre l'impressione di sentire il rumore delle onde. Conan riesce poi a farle la domanda, chiedendole proprio se l'ha già vista, ma lei sorride e risponde che non lo sa, pensando fra sé e sé che non può rivelarglielo finché non arriverà il momento. Conan, Ai, i Detective Boys e le agenti Yumi Miyamoto e Naeko Miike incontrano poi sul luogo di un delitto l'ex fidanzato di Yumi, Shukichi Haneda, un giovane giocatore di shōgi con gli occhiali rotondi e un po' di barba che sembra avere buone capacità deduttive. Conan chiede a Jodie di incontrarlo in un parco e lì la informa della verità sul falso Akai e su Bourbon, chiedendole di far indagare l'FBI sul motivo per cui quest'ultimo si trattiene al caffè Poirot. Un uomo preso in ostaggio nella rapina in cui è stato visto per la prima volta il falso Akai incontra per caso Jodie, e le dice di aver visto l'uomo con la cicatrice pochi giorni prima. Dopo che Jodie afferma che ad Akai piace il caffè in lattina, Ai ha l'impressione che assomigli a una persona che conosceva e lo dice a Conan. |                        |                  |                        |

## Volumi 81-90
| 81 | 18 novembre 2013 | ISBN 978-4-09-124499-4 | 11 dicembre 2014 | ISBN 978-88-6920-214-8 |
| 81 | Capitoli - File 851. I ricordi di Jodie (ジョディの追憶?, Jodi no tsuioku) - File 852. Notizie su Shuichi Akai (赤井秀一の消息?, Akai Shūichi no syōsoku) - File 853. Un detective si imbatte in un caso al bar (探偵はBARで事件に遭遇する?, Tantei wa bā de jiken ni sōgū suru) - File 854. Un detective ragiona su un caso al bar (探偵はBARで事件を推理する?, Tantei wa bā de jiken o suiri suru) - File 855. Un detective risolve un caso al bar (探偵はBARで事件を解決する?, Tantei wa bā de jiken o kaiketsu suru) - File 856. Indagine sull'infedeltà del partner (浮気調査?, Uwaki chōsa) - File 857. La mia deduzione (ボクの推理?, Boku no suiri) - File 858. La deduzione che non regge (居心地悪い推理?, Igokochi warui suiri) - File 859. Jeet Kune Do VS Karate (截拳動VS空手?, Jeet Kune Dō VS karate) - File 860. L'odore del cherosene (灯油の臭い?, Tōyu no nioi) - File 861. Come per magia (まるで魔法のように?, Marude mahō no yō ni) |                        |                  |                        |
| 81 | Trama Jodie riflette sul cellulare di Conan toccato da Shuichi quando il ragazzo lo fece cadere per farlo raccogliere ai sospetti infiltrati nell'ospedale centrale di Haido, ma viene interrotta da Conan, che appare allarmato e non ne vuol dire il motivo ad Ai. Jodie chiede alla donna incinta moglie dell'uomo che aveva visto durante la rapina in banca se fu lei a tapparle gli occhi e la bocca, e lei conferma di averlo fatto sotto minaccia. La donna fa finta di sentirsi male e, cadendo su Jodie, le prende un oggetto dal braccio, quindi se ne va con il marito. Jodie chiama Camel, dicendogli che l'Akai sosia, visto ai grandi magazzini e alla rapina in banca, non era Akai, ma un membro dell'Organizzazione degli uomini in nero. Jodie, poi, tira fuori il biglietto con scritto "Scappa! Questa zona è pericolosa" che le era stato dato nel centro commerciale dove comparve il falso Akai, e non riesce più a spiegarsi chi e perché gliel'abbia mandato. Vedendola, Conan pensa "Mi scusi, agente Jodie!". Un uomo uguale a quello che diceva di essere stato preso in ostaggio durante la rapina in banca viene ritrovato svenuto, mentre lui e la donna incinta sono in un'auto. La donna dice di aver recuperato la microspia che lui aveva attaccato a Jodie, quindi i due si tolgono le maschere e rivelano di essere Vermouth e Amuro. Lui afferma di aver scoperto un segreto che non si aspettava, che lo rivelerà appena avrà prove certe e che Conan è "davvero terribile". Takagi rivela a Conan che la donna incinta non poteva essere colei che bendò Jodie durante la rapina, dal momento che i rapinatori scelsero le persone che erano da sole per far bendare gli altri e l'uomo è scapolo e non ricorda quanto successo al parco. Conan sospetta quindi che fossero Vermouth e Amuro, e che abbiano commesso un errore di proposito per studiare le sue prossime mosse. Mentre telefona ad Ai per chiederle se ha sentito la presenza dell'organizzazione, cosa che lei nega, Amuro lo sta spiando. Conan informa anche Jodie che i due coniugi potevano essere membri dell'organizzazione. Mentre cerca di risolvere un caso di omicidio, Sera telefona a qualcuno chiedendo un parere sulla propria deduzione, e Conan la vede. Dopo che Conan ha telefonato a Ran con la voce di Shinichi e rivelato la soluzione del caso, Sera si complimenta con lui come se sapesse che è stato lui a risolverlo. Eri Kisaki dice a Ran e Conan di aver sentito Sera parlare al telefono con qualcuno chiamandolo "fratello". Sera rivela poi di avere un secondo fratello: è il fratello di mezzo ed è simile al padre, quindi molto diverso da lei e il primo. Quest'ultimo le ha insegnato il Jeet Kune Do, mentre l'altro fratello non le fa sapere dove si trova perché sembra impegnato con un lavoro importante. Conan inizia a sospettare che Sera conosca la sua identità. La ragazza scrive al fratello con cui è in contatto che Conan sembra aver capito la soluzione di un caso, e quando il fratello le chiede di chi stia parlando, gli manda una foto del ragazzino chiedendogli se è sorpreso; il fratello risponde che non c'è problema. Sera non sa come faccia suo fratello a conoscere Conan, poi riceve da lui un altro messaggio, composto di una parte che non viene rivelata e dalla domanda "Sei già riuscita a incontrare il mago?"; lei pensa di sì. |                        |                  |                        |
| 82 | 17 gennaio 2014 | ISBN 978-4-09-124551-9 | 9 aprile 2015    | ISBN 978-88-6920-343-5 |
| 82 | Capitoli - File 862. Il muro di ferro (鉄壁?, Teppeki) - File 863. Cambio di scena al buio (暗転?, Anten) - File 864. La risoluzione (雌雄?, Shiyū) - File 865. Capitano, il gatto tricolore (三毛猫の大尉?, Mikeneko no Taii) - File 866. Facendo la gattamorta (猫を被って?, Neko o kōmutte) - File 867. Un birichino (タズラっ子?, Tazura-kko) - File 868. Un gatto portafortuna (招き猫?, Manekineko) - File 869. Non c'è più... (ないのよ･･･?, Nai no yo...) - File 870. Quando si esaudisce un desiderio... (願いが叶った時に･･･?, Negai ga kanatta toki ni...) - File 871. Il distintivo rosso (赤バッジ?, Aka bajji) - File 872. La donna rossa (赤女?, Aka onna) |                        |                  |                        |
| 82 | Trama Sera parla ancora di suo fratello, affermando che non è un detective ma risolveva alcuni casi che si verificavano nella sua classe del liceo. Sera e i suoi due fratelli portano tutti cognomi diversi per vari motivi, tra cui la morte del padre; il suo è il cognome da nubile della madre e anche il fratello di mezzo si chiamava Sera fino a che non ha finito il liceo. |                        |                  |                        |
| 83 | 18 aprile 2014 | ISBN 978-4-09-124620-2 | 12 agosto 2015   | ISBN 978-88-6920-474-6 |
| 83 | Capitoli - File 873. Il demone rosso (赤い悪魔?, Akai akuma) - File 874. I rossi tempi andati (赤き昔日?, Akaki sekijitsu) - File 875. La tragedia rossa (赤の悲劇?, Aka no higeki) - File 876. Lo scrittore di romanzi d'amore (恋愛小説家?, Ren'ai shōsetsuka) - File 877. Una ragazza che assomiglia a Sera (世良に似た女の子?, Sera ni nita onnanoko) - File 878. Il telefono, il mare e io (電話と海と私?, Denwa to umi to watashi) - File 879. Il maestro detective (探偵の師匠?, Tantei no shishō) - File 880. Il ponte Ebisu (エビス橋?, Ebisu hashi) - File 881. Il luogo dello scambio di droga (麻薬取引現場?, Mayaku torihiki genba) - File 882. Un ricordo di color azzurro (水色の思い出?, Mizuiro no omoide) - Detective Conan SECRET REPORT |                        |                  |                        |
| 83 | Trama Sera afferma di aver vissuto in America per tre anni e pensa che voleva tornare in Giappone per "rivedere all'opera questo mago dell'investigazione", riferendosi a Conan. In seguito, gli chiede di far squillare il suo cellulare per cercarlo e, quando Conan lo trova, vede una foto della ragazza insieme a una ragazzina in età da scuola media che le somiglia, sospettando che Sera gliel'abbia fatta vedere appositamente, dato che la foto doveva essere stata aperta per trovarsi sullo schermo dopo una chiamata ricevuta. Sera afferma poi che sua madre vive ancora in America, a differenza del fratello di mezzo, che è in Giappone ma non ha voluto ospitarla; dice anche che il padre aveva un amico molto ricco che si prende cura di lei da quando era piccola, e che non ha altri parenti. Sera suggerisce poi a Conan di raccontare di qualche ragazzina che ha incontrato in passato e che non riesce a dimenticare. Nell'albergo dove Sera alloggia, Conan intravede la ragazzina che le somiglia, mentre Ran e Sonoko dicono di non averla vista; Ran dice a Conan che Sera ha detto di non avere nessuna sorella minore, e la stessa Sera ascolta la conversazione. Sera e la ragazzina misteriosa trovano poi una microspia posizionata da Conan nella loro camera d'albergo e la distruggono. La ragazzina afferma di non potersi ancora fidare di Conan, e che se quest'ultimo chiede di lei, Sera deve rispondere che è sua sorella minore "proveniente da fuori territorio". Conan dice poi ad Ai di aver chiesto informazioni a Sera via mail e di aver ricevuto proprio quella risposta; dice anche di avere l'impressione di aver già incontrato Sera da qualche parte. |                        |                  |                        |
| 84 | 18 luglio 2014 | ISBN 978-4-09-125028-5 | 9 dicembre 2015  | ISBN 978-88-6920-590-3 |
| 84 | Capitoli - File 883. Un detective in rosso (緋色の探偵?, Hiiro no tantei) - File 884. Soluzione a luci rosse (ピンク色の回答?, Pinkuiro no kaitō) - File 885. La gara di aquiloni (凧揚げ大会?, Takoage taikai) - File 886. Lo spione (盗聴男?, Tō chō otoko) - File 887. La voce del demonio (悪魔の声?, Akuma no koe) - File 888. Un tè tra amiche (ギスギスしたお茶会?, Gisugisu shita osakai) - File 889. Zero (ゼロ?, Zero) - File 890. Schizzi ad alto impatto (高速の飛沫血痕?, Kōsoku no himatsu kekkon) - File 891. L'ultimo tassello (最後のピース?, Saigo no pīsu) - File 892. Dal mio Giappone... (僕の日本から･･･?, Boku no Nihon kara...) - File 893. L'investigazione di Bourbon, prologo in rosso (バーボンの追究、緋色の序章?, Bābon no tsuikyū, hiiro no joshō) |                        |                  |                        |
| 84 | Trama All'Ospedale Centrale di Haido Conan e Kogoro incontrano Amuro, il quale afferma di essere venuto a trovare un conoscente di nome Kusuda e chiede a Conan se lo conosce. La sua risposta è negativa, ma Amuro nota che Conan ha risposto senza esitazione, come se soltanto dal nome avesse capito di chi stava parlando. Amuro racconta anche che da piccolo è stato soprannominato "Zero" perché il suo nome di battesimo si scrive con l'ideogramma di "trasparente". Conan si chiede "Possibile che lui sia...". Amuro ricorda che quando era piccolo una donna gli disse addio, spiegando di dover andare lontano e chiamandolo "Rei". Conan si rivolge poi a lui chiamandolo "Zero". Amuro chiede anche a Takagi se ricorda di un uomo di nome Rikumichi Kusuda, e l'agente gli risponde che è stata trovata un'auto danneggiata il cui proprietario si chiama così, con all'interno schizzi di sangue anche molto piccoli, che Amuro pensa derivino da un colpo di pistola. Jodie parla poi per telefono con un'amica, un'insegnante di scuola elementare che le insegnò il giapponese. In seguito Amuro parla di questa donna con Vermouth, affermando che lo aiuterà a trovare "l'ultimo tassello". Successivamente Ai si accorge che Conan sta per salire sull'auto degli agenti dell'FBI e pensa che sia successo qualcosa "fuori dal suo territorio". Sull'auto Conan informa Jodie che Amuro sta indagando su Rikumichi Kusuda e le chiede di non far trapelare la notizia che si è suicidato. Le sta per dire anche un'altra cosa su Amuro, ma viene interrotto da una telefonata ricevuta da Jodie, che la informa che l'amica è in ospedale perché spinta giù da una rampa di scale. Sul luogo delle indagini si presenta anche Amuro, affermando di essere stato assunto dall'insegnante per proteggerla da uno stalker. Amuro incontra Jodie e Camel ed è informato da Takagi che sono agenti dell'FBI. Jodie ricorda a Camel che non devono fargli capire che l'FBI sospetta di lui. Mentre cercano di risolvere il caso, Amuro afferma che solo lui e Conan, ma non gli agenti dell'FBI, hanno capito qualcosa, perché si è accorto che Conan ha iniziato a lanciare occhiate verso il colpevole. Il ragazzo chiede agli agenti dell'FBI con fare supponente di andare via dal "suo Giappone". Conan gli chiede all'orecchio se è un "nemico dei cattivi", chiamandolo di nuovo "Zero", e lui risponde che teme che Conan si sbagli di grosso sul suo conto. Conan ripensa a diversi atteggiamenti di Amuro e sospetta che sia un agente di polizia segreta, appartenente all'ufficio di pubblica sicurezza giapponese (soprannominato appunto "Zero") dell'agenzia nazionale di polizia (NPA, National Police Agency), il cui organo di Tokyo è il PSB (Public Security Bureau). Se fosse così, non avrebbe motivo di aver paura di lui. Conan pensa anche che Amuro stia cercando di arrivare a un'informazione essenziale che gli manca. Jodie e Camel si recano all'ospedale perché informati che le condizioni dell'amica di Jodie sono peggiorate, e Amuro li segue dicendo che lo fa perché è una sua cliente. Quando Jodie lascia Amuro e Camel da soli, scoprendo che in realtà l'amica sta bene, il primo chiede informazioni su Rikumichi Kusuda, ma Camel nega di conoscerlo. Jodie chiede a Camel se ha parlato di Kusuda ad Amuro e lui risponde che non gli direbbe mai che Kusuda si è suicidato; dopodiché Jodie scompare. |                        |                  |                        |
| 85 | 18 dicembre 2014 | ISBN 978-4-09-125376-7 | 6 aprile 2016    | ISBN 978-88-6920-895-9 |
| 85 | Capitoli - File 894. Il sospetto scarlatto (緋色の疑惑?, Hiiro no giwaku) - File 895. L'interrogatorio scarlatto (緋色の尋問?, Hiiro no jinmon) - File 896. Il ritorno scarlatto (緋色の帰還?, Hiiro no kikan) - File 897. La verità scarlatta (緋色の真相?, Hiiro no shinsō) - File 898. L'epilogo scarlatto (緋色の終わり?, Hiiro no owari) - File 899. La mossa segreta (封じ手?, Fūjite) - File 900. Scacco matto (王手?, Ōte) - File 901. La mossa proibita (禁じ手?, Kinjite) - File 902. Una mossa eccellente (妙手?, Myōshu) - File 903. Il cadavere sul fondo della piscina (プールに沈む死体?, Pūru ni shizumu shitai) - File 904. I frammenti di vetro sul fondo (沈むガラスの破片?, Shizumu garasu no hahen) |                        |                  |                        |
| 85 | Trama Camel parla con Jodie e si accorge che quella con cui aveva parlato poco prima non era lei; Conan sospetta a ragione che fosse Vermouth travestita e informa i due agenti, mentre la donna informa Amuro delle sue scoperte. Conan si accorge anche che era stato Amuro a scrivere un messaggio a Jodie con il cellulare della sua amica, in modo che l'agente le telefonasse facendosi prestare il cellulare di Camel poco prima del suo ferimento (probabilmente aveva intenzione di ferirla anche se non l'avesse fatto qualcun altro), così che un agente dell'FBI fosse convocato sulla scena del crimine; aveva anche convocato Jodie all'ospedale per poter ingannare Camel. Jodie si chiede se c'è qualche motivo particolare per cui l'organizzazione è interessata al destino di Kusuda, oltre al fatto che vogliono sapere se è stato catturato, e Conan sembra turbato. Amuro dice a Vermouth che sospetta che Akai sia ancora vivo e sia stato sostituito con il cadavere di Kusuda, in cui era rimasto un buco nel cranio visibile anche nel caso in cui il corpo fosse bruciato. Vermouth ritiene che la morte sia stata accertata, ma Amuro sembra aver capito come sia andata e ha intenzione di dimostrare i suoi sospetti e scovare Akai. Si presenta quindi a casa di Subaru Okiya, che porta una mascherina da infermiere per il raffreddore, chiedendogli se è la prima volta che si vedono, e vuole entrare; Okiya si accorge che ci sono dei "compagni" di Amuro e chiede di lasciarli fuori. Jodie si reca con Camel sul luogo della presunta morte di Akai per capirne di più, essendosi accorta del turbamento di Conan. Intanto Amuro, senza nominare Akai, illustra a Okiya il caso della sua morte e i propri sospetti, e anche con deduzioni di Okiya vengono ricostruiti i fatti, mentre li realizza anche Jodie: le impronte di una mano destra sul cellulare di Conan dovevano essere di un altro uomo, non mancino come Akai, che doveva essere Kusuda, mentre Akai si coprì le dita per non lasciare impronte; poi, prevedendo che Gin avrebbe ordinato a Rena Mizunashi di sparargli alla testa, che era stato il metodo dell'uccisione di Pisco, portò con sé il cadavere e finse di essere stato colpito da lei, facendo uscire del sangue finto dal suo berretto grazie a un meccanismo costruito dal dottor Agasa, per poi fuggire salendo sull'auto della donna senza farsi vedere da Gin e Vodka. La frase "Non avrei mai immaginato che arrivassi fino a questo punto" pronunciata da Akai è inoltre la prova che il piano era stato ideato da Conan: Akai non si aspettava che il ragazzino avesse previsto proprio tutto. Jodie e Camel capiscono che Akai si è travestito da Okiya perché entrambi usano l'espressione "la colpa è cinquanta e cinquanta" (Okiya l'aveva usata nel caso delle bombe al centro commerciale), mentre Amuro lo capisce perché il ragazzo è apparso vicino a Conan, anche se non sa in che rapporti sia con Yusaku Kudo, proprietario della casa. Amuro informa Okiya che i compagni del primo stanno inseguendo i colleghi del secondo e gli chiede di togliersi la maschera. Jodie e Camel trovano una barricata fatta di auto, che Camel riesce a superare. Jodie sospetta che si tratti dell'organizzazione. Mentre a Yusaku Kudo viene assegnato in diretta televisiva un premio per la sceneggiatura di un film, i due agenti vengono inseguiti. Intanto Amuro si accorge della presenza di telecamere in casa di Okiya, e Conan sta infatti osservando la scena attraverso di esse. Amuro ha scoperto che Agasa ha smesso recentemente di vendere un modulatore vocale a forma di girocollo e ritiene che Akai lo stia usando per cambiare la propria voce, ma aprendo il maglione di Okiya non lo trova. Akai si trova in realtà sul retro dell'auto di Jodie e Camel e chiede a quest'ultimo di aprire il tettuccio, rivelando la sua presenza agli inseguitori, che informano per telefono Amuro. Akai afferma che tutto procede come aveva previsto Conan, che immaginava che gli inseguitori avrebbero dovuto sequestrare un collega di Akai per catturarlo e Jodie sarebbe andata nel luogo della sua presunta morte. Akai riesce a sparare alle gomme degli inseguitori, che informano Amuro, e chiede poi a Camel di tornare indietro. Okiya afferma di non aver mai incontrato Yusaku Kudo, il quale in televisione dice di aver tratto ispirazione per il protagonista del film da un agente dell'FBI per cui sua moglie ha perso la testa. Gli agenti dell'FBI raggiungono gli inseguitori, ai quali Akai propone di scambiare la sua pistola con il cellulare con cui comunicano con Amuro; riesce quindi a parlare con quest'ultimo, dicendogli di aver regalato ai suoi colleghi la pistola con cui si è suicidato Rikumichi Kusuda, attraverso la quale i giapponesi possono scoprire più informazioni rispetto all'FBI. Akai afferma di aver scoperto l'identità di Amuro perché ha rivelato il suo soprannome a Conan: il suo vero nome è Rei Furuya ("Rei" in giapponese significa "Zero") e voleva arrivare al nucleo dell'organizzazione consegnando Akai. Quest'ultimo dice di non volerlo avere come nemico e di sentirsi ancora in colpa per "lui". Amuro ordina ai colleghi di ritirarsi e si congeda da Okiya affermando che c'è stato un malinteso. Akai informa i colleghi che anche gli inseguitori sono "lupi" che vogliono colpire l'organizzazione. Okiya raggiunge poi Conan al piano superiore rivelando di essere Yusaku Kudo, che aveva un modulatore vocale nascosto nella mascherina che portava per il raffreddore e, quando la toglieva o doveva rispondere a domande difficili, avvisava Conan tossendo in modo che il ragazzino parlasse a distanza attraverso il modulatore. La persona premiata in televisione era invece Yukiko travestita. Conan afferma che Akai tornerà di nuovo a vivere in casa di Shinichi nelle vesti di Subaru, perché deve proteggere una persona, mentre Amuro torna al caffè Poirot. Quando Yukiko aiuta un'ultima volta Akai a ritravestirsi da Okiya - in presenza di Conan, Jodie e Camel - Conan fa credere agli agenti che si tratti di una sua parente, e che in seguito all'incendio divampato nell'appartamento di Akai, lui si sia trasferito in casa della donna. Akai e Jodie notano che Yukiko chiama Conan "Shin" per sbaglio. Akai afferma di aver informato anche James Black dei suoi piani, perché si era accorto della sostanza presente sulle sue dita per non lasciare impronte, mentre non ha informato Jodie e Camel per evitare che l'organizzazione potesse scoprire tutto indagando su di loro. Amuro, che pensa che Okiya non sia Akai, fa credere a Vermouth che quest'ultimo sia veramente morto; la donna ha seguito la sua conversazione con una microspia, ma in alcuni punti non riusciva a sentire bene. Amuro dice anche di essere uno dei pochi a conoscere il segreto della donna, mentre gli altri membri dell'organizzazione sarebbero sorpresi se scoprissero "che con il Boss tu sia...", ma ha predisposto le cose in modo che, se lui morisse, il segreto di Vermouth trapelerebbe tra gli uomini in nero. Amuro pensa che tutto stia andando secondo i suoi piani, ma non aveva previsto che Conan lo scoprisse. Secondo Vermouth, Gin ritiene che nell'organizzazione ci siano delle spie: oltre a Ethan Hondo e Shuichi Akai, c'era anche un agente del PSB giapponese, il cui nome in codice era Scotch, ucciso prima che gli chiedessero il vero nome. Akai intanto informa Jodie e Camel di aver ricevuto un messaggio da Rena Mizunashi, contenente solo la parola "Rum", che lui ha sentito spesso quando era infiltrato nell'organizzazione e pare essere il nome in codice di una persona vicina al Boss, più importante e più pericolosa di Gin; Akai sospetta che Rena l'abbia scritto in una situazione di emergenza e chiede a Jodie e Camel di informare James, mentre Conan sente tutto attraverso il suo auricolare. Nel caso successivo, Masumi Sera nota che la ragazzina che vive con lei sta seguendo in televisione un incontro di shōgi a cui partecipa Shukichi Haneda. Quando Haneda vince i sette titoli di questo gioco, la ragazzina pare felice, mentre Akai-Okiya legge compiaciuto la notizia della sua vittoria su Internet. La ragazzina chiede poi a Sera se possono fidarsi di Conan, a cui la ragazza ha dato appuntamento nella loro camera chiedendogli di venire da solo. La ragazzina afferma che se Conan non sarà all'altezza delle loro aspettative, dovranno trasferirsi. Conan si porta dietro Ran e Sonoko, mandando in fumo i loro piani. |                        |                  |                        |
| 86 | 17 aprile 2015 | ISBN 978-4-09-125817-5 | 10 agosto 2016   | ISBN 978-88-226-0197-1 |
| 86 | Capitoli - File 905. La verità che emerge (浮かび上がる真実?, Ukabi agaru shinjitsu) - File 906. Una signora gentile (親切なおばちゃん?, Shinsetsu na obachan) - File 907. Testimoni sospetti (不審な証言者たち?, Fushin na shōgen sha tachi) - File 908. Mettendo in gioco la propria vita... (命を賭して･･･?, Inochi o toshite...) - File 909. È apparso un kamaitachi! (鎌鼬あらわる?, Kamaitachi arawaru) - File 910. Il kamaitachi con intenzioni omicide (殺意の鎌鼬?, Satsui no kamaitachi) - File 911. Il percorso d'intrusione del kamaitachi (鎌鼬の進入経路?, Kamaitachi no shin'nyū keiro) - File 912. La fine del kamaitachi (鎌鼬の幕切れ?, Kamaitachi no makugire) - File 913. Il picchio (啄木鳥?, Kitsutsuki) - File 914. L'orma e l'associazione del picchio (足跡と啄木鳥会?, Ashiato to kitsutsuki-kai) - File 915. Alla volta del monte Saijo! (妻女山へ･･･!?, Saijosan e...!) |                        |                  |                        |
| 86 | Trama Quando Sonoko dice a Sera che quest'ultima sembra un mago, lei pensa "non sono io il mago" riferendosi a Conan. Ran ricorda Sera da piccola, con un dente sporgente, che diceva "Sembri davvero un mago!", e le chiede se si sono già incontrate molti anni prima, ma lei non risponde. Ran vede anche la ragazzina che vive con Sera e le sembra di averla già vista. Conan chiede ad Ai informazioni su Rum; lei risponde che non l'ha mai incontrato e che le voci che giravano nell'organizzazione sul suo aspetto erano diverse: era descritto come un uomo robusto, come un uomo un po' effeminato o come un anziano, ma alcuni ritenevano che fossero tutte delle controfigure. Conan non dice ad Ai come ha appreso di Rum, facendole credere che gli sia semplicemente venuto in mente che potrebbe esserci un membro dell'organizzazione chiamato così. Una caratteristica comune a tutte le descrizioni è però il fatto che Rum sia rimasto ferito in un incidente e abbia un occhio artificiale. Conan sospetta dell'ispettore Kansuke Yamato, perché ha un occhio solo, è di grossa corporatura, se si scioglie i capelli può sembrare effeminato e può sembrare anche un anziano, dato che cammina con un bastone. Durante un caso di omicidio Conan incontra Hyoe Kuroda, capo della prima squadra investigativa della polizia di Nagano, che ha un occhio solo ed è di grossa corporatura. Conan chiede informazioni su di lui a Yui Uehara, la quale racconta che Kuroda è rimasto ricoverato in coma per quasi dieci anni dopo un grave incidente, che probabilmente è la causa dei segni di ustione sul suo volto, e quando si è svegliato è rimasto sconvolto perché sembrava un'altra persona, dato che i suoi capelli neri erano diventati bianchi; afferma anche che Kuroda dice di avere delle lacune di memoria. |                        |                  |                        |
| 87 | 18 agosto 2015 | ISBN 978-4-09-126209-7 | 7 dicembre 2016  | ISBN 978-88-226-0400-2 |
| 87 | Capitoli - File 916. Andarsene è come lo scorrere della corrente (往く事は流れの如し?, Iku koto wa nagare no gotoshi) - File 917. Attraversare di notte un fiume sferzando silenziosamente il cavallo (鞭声粛々夜河を渡る?, Bensei shukushuku yorukawa o wataru) - File 918. Blog (ブログ?, Burogu) - File 919. Photo (フォト?, Foto) - File 920. Selfie (セルフィー?, Serufī) - File 921. Ran girl (prima parte) (蘭GIRL（前編）?, Ran gāru (zenpen)) - File 922. Ran girl (seconda parte) (蘭GIRL（後編）?, Ran gāru (kōhen)) - File 923. Shinichi boy (prima parte) (新一BOY（前編）?, Shin'ichi bōi (zenpen)) - File 924. Shinichi boy (seconda parte) (新一BOY（後編）?, Shin'ichi bōi (kōhen)) - File 925. La nascita di una grande coppia?! (ビッグカップル誕生!??, Biggu kappuru tanjō!?) - File 926. L'alibi dello staff (スタッフのアリバイは??, Sutaffu no aribai wa?) |                        |                  |                        |
| 87 | Trama Kuroda afferma che all'agenzia nazionale di polizia si parla di Conan come del cervellone di Kogoro Mori. Conan rimane stupito del fatto che Kuroda lo conosca e chiede ad Ai se l'ha già visto. Alla stazione di polizia di Tokyo Takagi dice a Conan di aver saputo che conosce il loro superiore; si presenta quindi Kuroda, che afferma di aver preso il posto di Kiyonaga Matsumoto come capo della prima squadra investigativa di Tokyo, e in presenza di Ai si presenta a Conan, dicendo di essere lieto di averlo conosciuto, dopo averlo di nuovo definito il cervellone di Kogoro Mori. Ai afferma di non avere mai visto Kuroda e ritiene che, se Rum fosse lui, l'avrebbe già riconosciuta. |                        |                  |                        |
| 88 | 18 dicembre 2015 | ISBN 978-4-09-126540-1 | 8 febbraio 2017  | ISBN 978-88-226-0467-5 |
| 88 | Capitoli - File 927. La falsa immagine nel backyard (バックヤードの虚像?, Bakkuyādo no kyozō) - File 928. Gli strani clienti di un locale di ramen (ラーメン屋の変な客?, Rāmen-ya no hen'na kyaku) - File 929. Il colpevole roteava un tubo di gomma?! (ホースを回す犯人!??, Hōsu o mawasu han'nin!?) - File 930. Condimenti usati eccessivamente (使いすぎた調味料?, Tsukai sugita chōmiryō) - File 931. Zombie blade (ゾンビブレイド?, Zonbi bureido) - File 932. Il corteo funebre degli spettri (死霊の葬列?, Shiryō no sōretsu) - File 933. Lo zombie cannibale (人食いゾンビ?, Hitogui zonbi) - File 934. Il defunto scomparso (死人の行方?, Shibito no yukue) - File 935. Vede male chi è troppo vicino (灯台下暗し?, Tōdai moto kurashi) - File 936. La girl band (ガールズバンド?, Gāruzu bando) - File 937. L'indizio cancellato (消された手がかり?, Kesareta tegakari) |                        |                  |                        |
| 88 | Trama Sera accompagna Conan, Ran e Sonoko in un ristorante di ramen di cui è cliente abituale, il cui proprietario la chiama spesso “Mari”. La ragazza tratta Conan come se fosse stato lui e non Kogoro a risolvere un caso precedente. Conan le chiede se i piatti da asporto che compra sono per una persona che vive segretamente con lei, ma Sera elude la domanda. Sul posto arriva Yumi, che parla con lei di come sia il suo ex fidanzato Shukichi Haneda sia il fratello maggiore di Sera portino gli occhiali rotondi e amino il ramen. Sera afferma che il fratello ha la barba ispida ed è piuttosto attraente ma non cura il suo aspetto. Yumi sembra essere in grado di indovinare molto sul fratello di Sera e di completare la sua descrizione: è molto intelligente, ha un'ottima memoria, riesce a ricordare numeri di telefono in un istante e afferma di essere il migliore a farlo, con una frase che Yumi e Sera ripetono in coro. In seguito Yumi telefona a Shukichi e Sera al fratello quasi nello stesso tempo; quando Shukichi interrompe la telefonata perché ne sta ricevendo un'altra, Sera entra in contatto con il fratello, che le dice di essere al telefono con una persona importante e riattacca, quindi riprende la chiamata fra Yumi e Shukichi. Il proprietario del locale consegna a Conan un fazzoletto chiedendogli di restituirlo a Sera e mostrandogli come su di esso sia ricamato un nome che lui legge "Mari", ma il nome è in realtà "Mary". Conan sospetta che sia il fazzoletto della ragazzina che vive con Sera, ma notando che l'ha pensato, escludendo che "Mary" possa essere un secondo nome di Sera, si chiede se abbia già visto da qualche parte la ragazzina. Successivamente Sera si trova con Conan, Ran e Sonoko al caffè Poirot e afferma che una persona che conosceva suo fratello maggiore le ha insegnato a suonare il basso elettrico, ma soltanto una scala musicale; la ragazza incontra Amuro, chiedendogli se l'ha già incontrato, ma la sua risposta è negativa. Amuro le chiede informazioni sul volto dell'uomo che le ha insegnato a suonare, ma la ragazza gli fa notare come lui sapesse già che si trattava di un uomo. Sera racconta poi un ricordo di quando frequentava le medie: vide in una stazione suo fratello "Shu" con la custodia di una chitarra e rimase sorpresa, credendo che il fratello si trovasse in America e che non sapesse suonare; lo inseguì e lo raggiunse, ma lui la rimproverò dicendole di tornare a casa. Era stato un uomo che viaggiava insieme a lui a insegnarle a suonare una scala musicale con un basso, ma lei notò che la custodia di quest'ultimo rimaneva rigida anche se vuota, e quindi conteneva forse anche un altro oggetto rigido, che Conan sospetta essere un fucile. Si avvicinò poi un altro uomo che chiamò "Scotch" l'uomo con il basso e che secondo Sera assomigliava ad Amuro, ma quest'ultimo afferma che la ragazza lo scambia per qualcun altro. Sentendo il nome “Shu”, Conan, che ancora non conosce l'identità di Sera, sospetta sempre di più che sia la sorella di Akai. |                        |                  |                        |
| 89 | 15 aprile 2016 | ISBN 978-4-09-127089-4 | 14 giugno 2017   | ISBN 978-88-226-0541-2 |
| 89 | Capitoli - File 938. Il delitto commesso nell'angolo cieco (死角での犯行?, Shikaku de no hankō) - File 939. Si pranza in un grande magazzino! (デパートでランチ!?, Depāto de ranchi!) - File 940. Discrepanze nelle testimonianze (バラつく証言?, Baratsuku shōgen) - File 941. La verità delle testimonianze (証言の真相?, Shōgen no shinsō) - File 942. Un caso difficile per Chiba (千葉の難事件?, Chiba no nanjiken) - File 943. Oggetto volante non identificato (未確認飛行物体?, Mikakunin hikō buttai) - File 944. Il solar balloon (ソーラーバルーン?, Sōrā barūn) - File 945. Un signore dispettoso (意地悪なおじいさん?, Ijiwaru na ojiisan) - File 946. Veri marito e moglie (真の夫婦?, Makoto no meoto) - File 947. Il motto (座右の銘?, Zayū no mei) - File 948. Le forbici strette nella mano (握られたハサミ?, Nigirareta hasami) |                        |                  |                        |
| 89 | Trama Sera rivela che la fonte di ispirazione per diventare una detective viene da suo fratello maggiore, confermando che è Shuichi Akai, il quale a detta di Amuro ha ucciso un suo collega e agente di polizia segreta del PSB, ovvero l'uomo che insegnò a suonare a Sera. Conan riflette sui motivi che hanno condotto Sera a tornare in Giappone e si accorge di un'incredibile somiglianza tra Ai e la ragazzina segretamente custodita da Sera, iniziando a ipotizzare un qualche legame di sangue tra le due famiglie e riflettendo in particolare sulla possibile parentela tra Shuichi Akai e Akemi Miyano. Haneda nomina il suo fratello maggiore adottivo Koji Haneda, campione di shogi morto da 17 anni, che è stato assassinato nella sua camera d'hotel quando si era recato in America per un torneo di scacchi, e Ai ricorda di aver letto il suo nome nella lista delle persone alle quali è stato somministrato l'APTX4869, in cui è citato come morto due posti sotto il nome di Shinichi. Attraverso delle ricerche, Conan, Ai e il dott. Agasa apprendono che, nel medesimo giorno della morte di Koji Haneda, venne assassinata nello stesso albergo anche una ricca donna americana chiamata Amanda Hughes, che si diceva avesse contatti con FBI e CIA. La guardia del corpo della donna, Asaka, rimane il principale sospettato per entrambe le morti, sebbene non si conosca la sua identità e sia scomparsa dopo gli omicidi. Ai afferma che dovette ricostruire i dati sull'APTX4869 dopo che la documentazione fu distrutta nell'incendio in cui morirono i suoi genitori, ma pensa fra sé e sé che in realtà era incaricata di creare un farmaco diverso. Sulla scena dell'omicidio di Amanda Hughes, risalente a ben diciassette anni prima, rimasero dei frammenti di vetro con le lettere "P T ON" da uno specchietto su cui era scritto "Put on mascara". Non si sa nemmeno chi sia a caricare su Internet le informazioni sul caso. Quando Conan e Agasa stanno per partire per la scena di un crimine che presenta analogie con questo, Akai travestito da Okiya entra in casa di Agasa con la scusa di portare del cibo, e Ai si accorge che è solo un pretesto per seguirli, ma segue il suo consiglio quando le dice di rimanere in casa. Akai chiede quindi a Camel di farle da guardia. Sulla scena del crimine dimostra poi di conoscere i parallelismi del caso con quello della morte di Koji Haneda, e afferma che proprio quel caso lo spinse a entrare nell'FBI. |                        |                  |                        |
| 90 | 18 agosto 2016 | ISBN 978-4-09-127330-7 | 9 agosto 2017    | ISBN 978-88-226-0657-0 |
| 90 | Capitoli - File 949. Un odore dolce (甘い匂い?, Amai nioi) - File 950. Le lettere ritagliate (切り取られた文字?, Kiritorareta moji) - File 951. Il detective spiritico (霊魂探偵?, Reikon tantei) - File 952. Nella camera accanto sospetta... (怪しき隣室には?, Ayashiki rinshitsu ni wa) - File 953. Come un demone, lasciato legato in un luogo oscuro (暗がりに鬼を繫ぐが如く?, Kuragari ni oni o tsunagu ga gotoku) - File 954. La punizione per il tradimento (裏切りの制裁?, Uragiri no seisai) - File 955. La conseguenza del tradimento (裏切りの行方?, Uragiri no yukue) - File 956. Il bersaglio del tradimento (裏切りの矛先?, Uragiri no hokosaki) - File 957. La verità sul tradimento (裏切りの真相?, Uragiri no shinsō) - File 958. Il mistero del villaggio Yadori (宿里村の怪?, Yadori mura no kai) - File 959. La notte in cui urla il Nue (鵺の鳴く夜?, Nue no naku yoru) |                        |                  |                        |
| 90 | Trama Akai afferma che suo padre si occupava del caso di Koji Haneda ma non era un agente dell'FBI; chiede a Conan di parlargli della sua vera identità e Conan sospetta che sappia già tutto. Grazie alla risoluzione del nuovo caso, sia Conan che Akai capiscono che i frammenti di vetro sul luogo del delitto di Haneda erano un messaggio lasciato in punto di morte: eliminando le lettere rimaste "P T ON" dalla frase "Put on mascara" si ottengono lettere che formano le parole "Asaca" e "Rum". Conan capisce di essere il primo a cui era stato somministrato il farmaco rielaborato da Ai, ricordando le parole pronunciate da Gin quando glielo aveva fatto ingerire: il farmaco preso da Haneda doveva quindi essere quello messo a punto dai suoi genitori. Kogoro viene invitato a uno spettacolo televisivo in cui un uomo vuole evocare Koji Haneda con una seduta spiritica; Conan lo segue perché sospetta che quest'uomo abbia ottenuto informazioni sull'omicidio, ma i due lo trovano morto in una stanza d'albergo, a fianco della quella si scopre alloggiare Sera. La ragazza tenta di nascondere la presenza di Mary. Entrambe sono interessate a Koji Haneda. Sera aiuta a risolvere il caso e parla come se dovesse illustrare la situazione, mentre è segretamente in contatto con Mary, e Conan le chiede se sta comunicando con qualcuno. Dopo aver addormentato Kogoro, Conan si accorge di aver perso il modulatore vocale, e Mary lo usa per risolvere il caso con la voce di Kogoro attraverso il cellulare di Sera, che ferma Conan mentre pensa di stanare Mary. Risolto il caso, Conan ritrova il modulatore vocale ma non Mary; sente però Sera chiamarla distrattamente "mamma" e si accorge che il colpevole (che era scappato) è stato steso dalla ragazzina con un'abilità che lo stesso Conan definisce "degna di un agente dei servizi segreti". Sera scopre dal colpevole che un uomo aveva visto Asaka, che è una donna, tenere in mano lo specchietto trovato sulla scena del delitto di Haneda. Anche Conan lo scopre e sospetta che Mary possa essere Asaka ringiovanita, cioè Rum, che sembrerebbe un tipo effeminato perché è in realtà una donna con molta forza fisica. Mary decide di trasferirsi insieme a Sera e le dice di non fidarsi troppo di Conan poiché a suo dire non è lo stesso ragazzino che Sera incontrò dieci anni prima. Anche Gin e Vodka sono interessati al caso: Gin definisce il "caso Haneda" un lavoro mandato all'aria da Rum, e torna ad avere dei sospetti su Kogoro. Akai/Okiya chiede a Ran e Sonoko se hanno notato accanto a Sera una persona di nome Asaka, o probabilmente sotto falso nome, in grado di bloccare individui pericolosi. Lui e Conan seguono le due ragazze sul luogo delle prove di un cantante che sta per pubblicare una canzone dal titolo "Asaca", scritto con la C come nel messaggio di Koji Haneda. Si recano lì anche Amuro e Vermouth travestita da Azusa Enomoto, la cameriera del caffè Poirot, ma Conan si accorge dell'identità di Vermouth grazie a una domanda a cui non sa rispondere, e avvisa Akai. Quest'ultimo finge di non riconoscere Amuro, che però torna a sospettare di lui. Vermouth chiede a Conan il cognome di Azusa imitando la voce di Ran, ma poi sfacciatamente gli fa notare il suo inganno. Dice poi ad Amuro di averlo seguito per evitare che lui non mantenesse la promessa che non sarebbe accaduto nulla di brutto a Conan e Ran. Amuro ricorda di aver visto Akai con una pistola davanti a Scotch morto: Akai gli disse che Scotch era un infiltrato della polizia segreta e che avendo colpito il suo cellulare l'organizzazione non avrebbe potuto scoprire la sua identità. Amuro crede che Akai abbia costretto Scotch a suicidarsi, ma Akai ricorda che in realtà lui cercò di convincere Scotch a non farlo, dicendogli di essere un infiltrato come lui e che poteva aiutarlo a fuggire; ma sentendo i passi di Amuro, che stava arrivando sul posto, Scotch credette che si trattasse di altri membri dell'organizzazione e si sparò ugualmente. Scelse di colpirsi in corrispondenza del cellulare per distruggere tutti i dati che avrebbero potuto mettere in pericolo i suoi cari. Durante il caso del cantante, Vermouth chiama Ran "Angel". La ragazza ricorda di essere stata chiamata così dalla donna che cercò di rapire Conan e Ai, quindi rivela alla finta Azusa di aver capito che non si tratta della vera cameriera, ma Vermouth le chiede di non addentrarsi nel suo "mondo" perché lei è il suo "tesoro", uno degli unici due (l'altro è Conan) che ha nella vita. Il titolo della canzone si rivela senza alcun legame con l'omicidio di Haneda. In seguito, Amuro fa credere ad Azusa, a Ran e a Sonoko di essere stato come loro ingannato da una persona molto somigliante ad Azusa. |                        |                  |                        |

## Volumi 101-in corso
| 101 | 13 aprile 2022 | ISBN 978-4-09-851054-2 | 9 novembre 2022 | ISBN 978-88-226-3606-5 |
| 101 | Capitoli - File 1070. Non immaginavo d'incontrarti qui... (こんな所で会えるとは…?, Konna tokoro de aeru to wa...) - File 1071. La capsula del tempo (タイムカプセル?, Taimukapuseru) - File 1072. La ragazza più popolare della Sesta A (6年A組の人気者?, Roku nen A-gumi no ninkimono) - File 1073. La dea del vento (風の女神?, Kaze no megami) - File 1074. L'inseguimento da parte del vento (風の追跡?, Kaze no tsuiseki) - File 1075. La cattura da parte del vento (風の確保?, Kaze no kakuho) - File 1076. La provocazione (挑発?, Chōhatsu) - File 1077. Fumo di nebbia (煙霧?, Enmu) - File 1078. La ricomparsa (再現?, Saigen) - File 1079. Appunti lasciati sull'agenda (手帳に遺されたもの?, Techō ni nokosa reta mono) - File 1080. Il caso in sospeso (瞑れる事件?, Tsubureru jiken) |                        |                 |                        |
| 102 | 15 settembre 2022 | ISBN 978-4-09-851255-3 | 19 aprile 2023  | ISBN 978-88-226-3913-4 |
| 102 | Capitoli - File 1081. Colui che rispetta le ultime volontà di un defunto (遺志を継ぐ者?, Ishi o tsugu mono) - File 1082. Un omicidio sulla linea di confine (ライン上の殺人?, Rain-jō no satsujin) - File 1083. I ricordi sulla linea di confine (境目の思い出?, Sakaime no omoide) - File 1084. La casa di Micchan (ミッちゃんのお家?, Micchan no ouchi) - File 1085. La sofferenza del numero 15 (15の受難?, Jūgo no junan) - File 1086. I ricordi della numero 18 (18の想起?, Jūhachi no sōki) - File 1087. Gli stupidi (バカ共?, Baka-domo) - File 1088. Una trappola dolce (甘い罠?, Amai wana) - File 1089. La porta semichiusa (半開きの扉?, Hanbiraki no tobira) - File 1090. La verità oltre la porta (扉の先の真実?, Tobira no saki no shinjitsu) - File 1091. La collaborazione (コラボ?, Korabo) |                        |                 |                        |
| 103 | 12 aprile 2023 | ISBN 978-4-09-852026-8 | 11 ottobre 2023 | ISBN 978-88-226-4289-9 |
| 103 | Capitoli - File 1092. Un nuovo stimolo (新しい刺激?, Atarashī shigeki) - File 1093. Instagrammabilità (映え?, Hae) - File 1094. Un incontro casuale (偶然の出会い?, Gūzen no deai) - File 1095. Tre codici segreti (3つの暗号?, Mittsu no angō) - File 1096. Il segreto del quadrato (四角の秘密?, Shikaku no himitsu) - File 1097. Accompagnatori (引率者?, Insotsu-sha) - File 1098. Lo stabilimento balneare (海の家?, Uminoya) - File 1099. Sta' indietro! (下がれ?, Sagare) - File 1100. Scomparsa totale (煙滅?, Enmetsu) - File 1101. La ricerca (捜索?, Sōsaku) - File 1102. Reversibilità (表裏?, Hyōri) |                        |                 |                        |
| 104 | 18 ottobre 2023 | ISBN 978-4-09-852850-9 | 9 aprile 2024   | ISBN 978-88-226-4660-6 |
| 104 | Capitoli (traduzioni letterali dei titoli) - File 1103. La prima fase in bianco e nero (白黒の序盤?, Shirokuro no joban) - File 1104. Il cavallo insanguinato (血染めの騎士?, Chizome no kishi) - File 1105. Le lacrime della resa (陥落の涙?, Kanraku no namida) - File 1106. Il demone perspicace (達眼の悪魔?, Tatsugan no akuma) - File 1107. L'alfiere che fa la guardia (遠見の角行?, Tōmi no kakugyō) - File 1108. Il castello del meijin (名人の囲い?, Meijin no kakoi) - File 1109. Il gambetto di donna (女王の謀?, Kuīnzu gyanbitto) - File 1110. Una giornata dei genitori carica di tensione (不穏な参観日?, Fuon'na sankan-bi) - File 1111. Il mistero dell'aiuola (花壇の怪?, Kadan no kai) - File 1112. La verità celata (零れた真実?, Koboreta shinjitsu) - File 1113. Il maggiordomo e il mistero (執事と謎?, Shitsuji to nazo)                                                                                                 |                        |                 |                        |
| 105 | 10 aprile 2024 | ISBN 978-4-09-853217-9 | 15 ottobre 2024 | ISBN 978-88-226-5116-7 |
| 105 | Capitoli (traduzioni letterali dei titoli) - File 1114. Il maggiordomo e la signorina (執事とお嬢様?, Shitsuji to ojō-sama) - File 1115. Il maggiordomo e i detective (執事と探偵?, Shitsuji to tantei) - File 1116: Il riparo dalla pioggia di montagna (山中の雨宿り?, Sanchū no amayadori) - File 1117: Il mistero della stanza del castigo (折檻部屋の謎?, Sekkan-heya no nazo) - File 1118: Volare in alto... (舞い上がって...?, Maiagatte...) - File 1119. Il cielo (天空?, Tenkū) - File 1120. Sostituto (代役?, Daiyaku) - File 1121. Prova (証明?, Shōmei) - File 1122. Investigatore (探偵?, Tantei) - File 1123. Il rapitore scomparso (消えた誘拐犯?, Kieta yūkai-han) |                        |                 |                        |
| 106 | 18 ottobre 2024 | ISBN 978-4-09-853633-7 | 8 aprile 2025   | ISBN 978-88-226-5532-5 |
| 106 | Capitoli (traduzioni letterali dei titoli) - File 1124. Gli strani dadi (奇妙なサイコロ?, Kimyōna saikoro) - File 1125. La strategia su due fronti (二拠点作戦?, Nikyoten sakusen) - File 1126. I clienti sospetti (不審な来客?, Fushin'na raikyaku) - File 1127. Il limite a mezzanotte (時限は零時?, Jigen wa reiji) - File 1128. L’innesco del contrattacco (反撃の起爆剤?, Hangeki no kibaku-zai) - File 1129. L’inizio dello spettacolo color rosso carminio (朱殷色の開演?, Shu an-iro no kaien) - File 1130. Il giorno della prima color gardenia (支子色の初日?, Sasōko-iro no shonichi) - File 1131. Il giorno a metà delle rappresentazioni color plumbeo (鉛色の中日?, Namari-iro no chūnichi) - File 1132. Il giorno prima della fine delle rappresentazioni color grigio tenue (薄墨色の前楽?, Usuzumi-iro no maeraku) - File 1133. L’ultimo giorno delle rappresentazioni color crepuscolo (茜色の千秋楽?, Akane-iro no senshūraku) |                        |                 |                        |
| 107 | 18 aprile 2025 | ISBN 978-4-09-854079-2 | —               | —                      |
| 107 | Capitoli (traduzioni letterali dei titoli) - File 1134. Un incontro inaspettato (邂逅遭遇?, Kaikō sōgū) - File 1135. Risolvere un’inestricabile situazione (快刀乱麻?, Kaitōranma) - File 1136. Ogni incontro è irripetibile (一期一会?, Ichi-go ichi-e) - File 1137. Il lume del defunto (屍人の御燈?, Shibito no miakashi) - File 1138. Il fuoco arde ancora (火はまた燃える?, Hi wa mata moeru) - File 1139. Domare le fiamme (火炎の後始末?, Kaen no atoshimatsu) - File 1140. La prova affidata (託された証?, Takusareta akashi) - File 1141. L'appuntamento segreto di Kogoro (小五郎の密会?, Kogorō no mikkai) - File 1142. Il bugiardo è... (ウソつきは･･･?, Usotsuki wa...) - File 1143. Come il fumo (煙のように?, Kemuri no yō ni) |                        |                 |                        |

## Capitoli non ancora in formatotankōbon
I seguenti capitoli sono apparsi su Weekly Shōnen Sunday in Giappone, ma non sono ancora stati raccolti nel formato tankōbon, poiché i volumi di Detective Conan sono generalmente pubblicati ogni tre o quattro mesi. In quanto inediti nell'edizione italiana, i titoli non sono quelli ufficiali, ma traduzioni dei titoli originali.
Questa lista è suscettibile di variazioni e potrebbe essere incompleta o non aggiornata.

- File 1144. L'uomo chiamato (呼び出された男?, Yobidasareta otoko)
- FIle 1145. Un pericoloso incontro che si ripropone (危険な再会?, Kiken na saikai)
- File 1146. È pericoloso... (危ないから･･･?, Abunai kara...)
- File 1147. Un caotico momento della verità (混沌の正念場?, Konton no shōnenba)
- File 1148. Il visitatore dal caos (混沌からの来訪者?, Konton kara no raihōsha)
- File 1149. Il legame nel caos (混沌の因縁?, Konton no innen)
- File 1150. Gli inseguitori nel caos (混沌の追跡者たち?, Konton no tsuisekisha-tachi)